# Liste von Persönlichkeiten der Stadt Belgrad
Die folgende Liste enthält in Belgrad geborene sowie zeitweise dort lebende Persönlichkeiten, chronologisch aufgelistet nach dem Geburtsjahr. Die Liste erhebt keinen Anspruch auf Vollständigkeit.

## In Belgrad geborene Persönlichkeiten

### 18. und 19. Jahrhundert

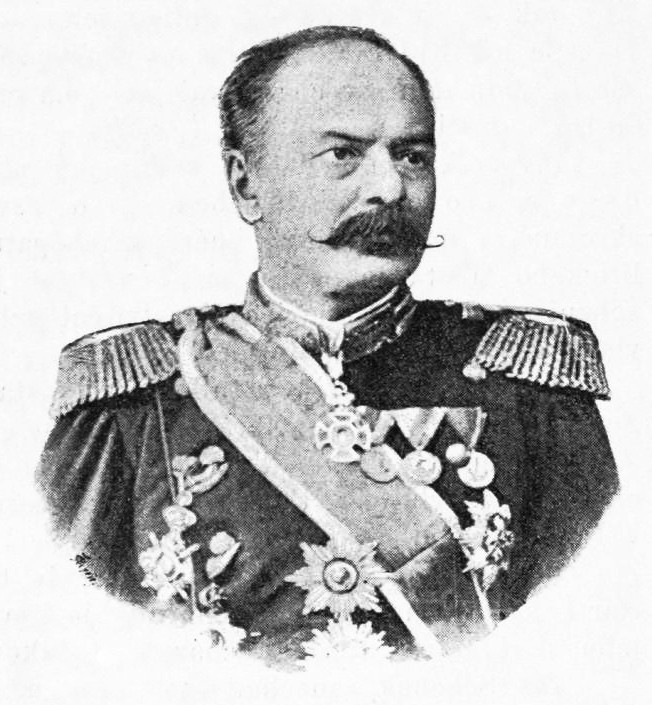
Jovan Belimarković
(1828–1906)

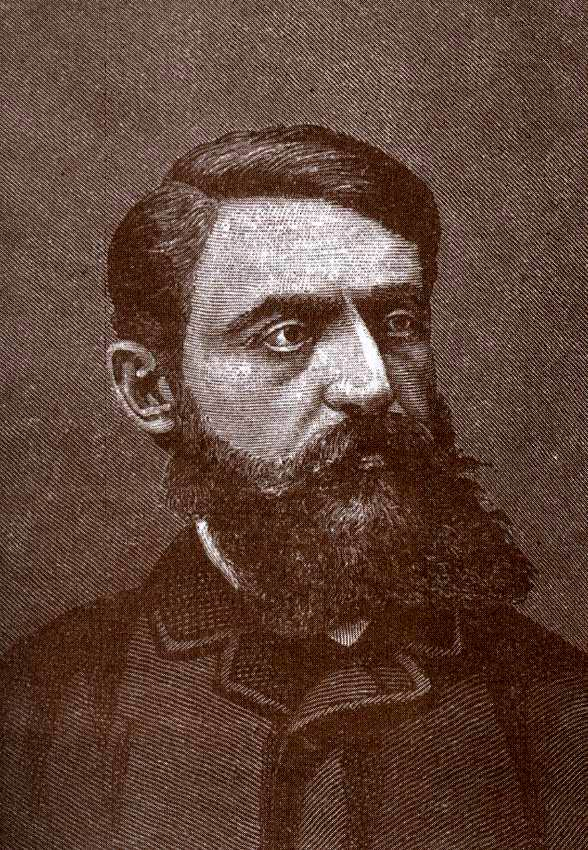
Milutin Garašanin
(1843–1898)

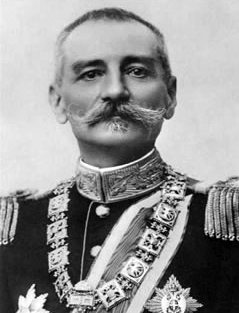
Peter I.
(1844–1921)

- Franz Xaver von Wulfen (1728–1805), Jesuit, Botaniker und Mineraloge
- Jovan Belimarković (1828–1906), General und Staatsmann
- Milutin Garašanin (1843–1898), Politiker, Offizier und Diplomat
- Đorđe Simić (1843–1921), Politiker und Diplomat
- Vladan Đorđević (1844–1930), Mediziner, Autor und Politiker
- Peter I. (1844–1921), König der Serben (1903–1921)
- Mihailo Vujić (1853–1913), Ökonom, Ministerpräsident des Königreichs Serbien
- Milovan Milovanović (1863–1912), Politiker und Diplomat
- Bogdan Popović (1864–1944), Literaturwissenschaftler
- Branislav Nušić (1864–1938), Novellist, Dramatiker, Verfasser von Satiren und Essays
- Mihailo Petrović (1868–1943), Mathematiker
- Jelka Rosen (1868–1935), Malerin und Schriftstellerin
- Katharina Jovanovits (1869–1954), Schweizer Schriftstellerin, Übersetzerin und Volkskundlerin serbischer Herkunft
- Platon (1874–1941), serbisch-orthodoxer Bischof des Bistums Banja Luka
- Hugo Buli (1875–1941), Kaufmann und Fußballpionier
- Dragutin Dimitrijević (1876–1917), Offizier und Verschwörer
- Vojislav Marinković (1876–1935), Politiker
- Aleksandar Obrenović (1876–1903), König von Serbien
- Petar Krstić (1877–1957), Komponist
- Jovan Skerlić (1877–1914), Literaturkritiker
- Mileta Novaković (1878–1940), Jurist und Diplomat
- Erich Sandt (1878–1936), deutscher Theater- und Stummfilmschauspieler und Bühnenregisseur
- Milan Srškić (1880–1937), serbisch-bosnischer Politiker
- Alexander Savine (1881–1949), Komponist, Dirigent und Gesangspädagoge
- Dušan Simović (1882–1962), General und Politiker
- Heinz Huber (1884–1957), deutscher Theaterintendant
- Stevan Hristić (1885–1958), Komponist
- Ludwig Czerny (1887–1941), Schauspieler, Filmregisseur und Filmproduzent
- Moša Pijade (1890–1957), Kommunist
- Dimitrije Ljotić (1891–1945), Politiker
- Aleksandar Kostić (1893–1983), Professor für Medizin
- Stanoje Simić (1893–1970), Politiker und Diplomat
- Aleksandar Deroko (1894–1988), Kunstwissenschaftler, Architekt, Illustrator und Autor
- Jovan Ružić (1898–1973), Fußballspieler

### 20. Jahrhundert

#### 1901–1920

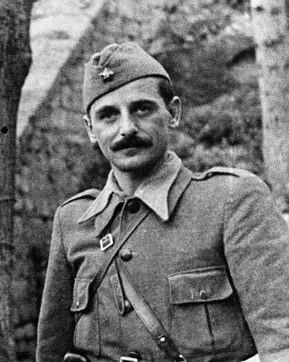
Koča Popović
(1908–1992)

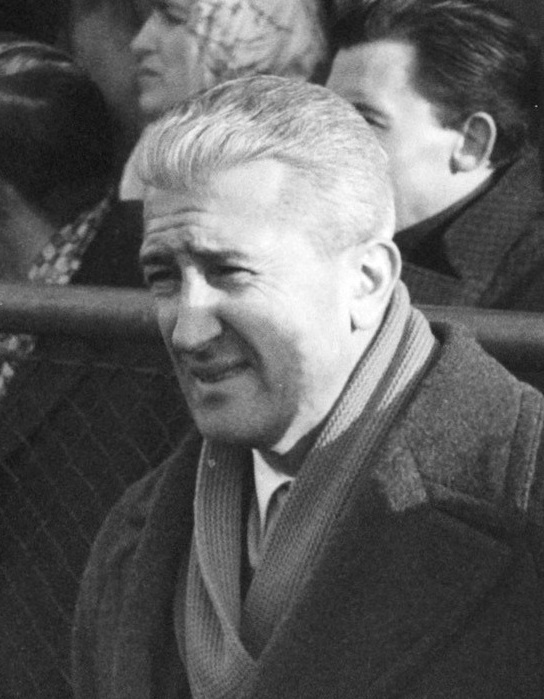
Ljubiša Broćić
(1911–1995)

- Marko Ristić (1902–1984), Schriftsteller
- Stana Đurić-Klajn (1905–1986), Musikwissenschaftlerin und Pianistin
- Milutin Ivković (1906–1943), Fußballspieler
- Branislav Sekulić (1906–1968), Fußballspieler und -trainer
- Blagoje Marjanović (1907–1984), Fußballspieler und -trainer
- Lujo Davičo (1908–1942), Balletkünstler, Choreograph und Tanz-Pädagoge
- Branislav Hrnjiček (1908–1964), Fußballspieler
- Dragutin Najdanović (1908–1981), Fußballspieler
- Koča Popović (1908–1992), Politiker
- Milan Ristić (1908–1982), Komponist und Pianist
- Ivan Bek (1909–1963), Fußballspieler
- Teofilo Spasojević (1909–1970), Fußballspieler
- Dragomir Tošić (1909–1985), Fußballspieler
- Stanojlo Rajičić (1910–2000), Komponist und Musikpädagoge
- Ljubiša Stefanović (1910–1978), Fußballspieler
- Ljubiša Broćić (1911–1995), Fußballspieler
- Milorad B. Protić (1911–2001), Astronom
- Dušan Antonijević (1912–1986), Schauspieler
- Vladimir Dedijer (1914–1990), Partisan, Journalist, Politiker, Historiker und Autor
- Daniza Ilitsch (1914–1965), Opern- und Liedersängerin (Sopran)
- Ludmila Frajt (1919–1999), Komponistin
- Miroslav Marcovich (1919–2001), US-amerikanischer Klassischer Philologe serbischer Herkunft
- Zoran Konstantinović (1920–2007), Literaturwissenschaftler

#### 1921–1930

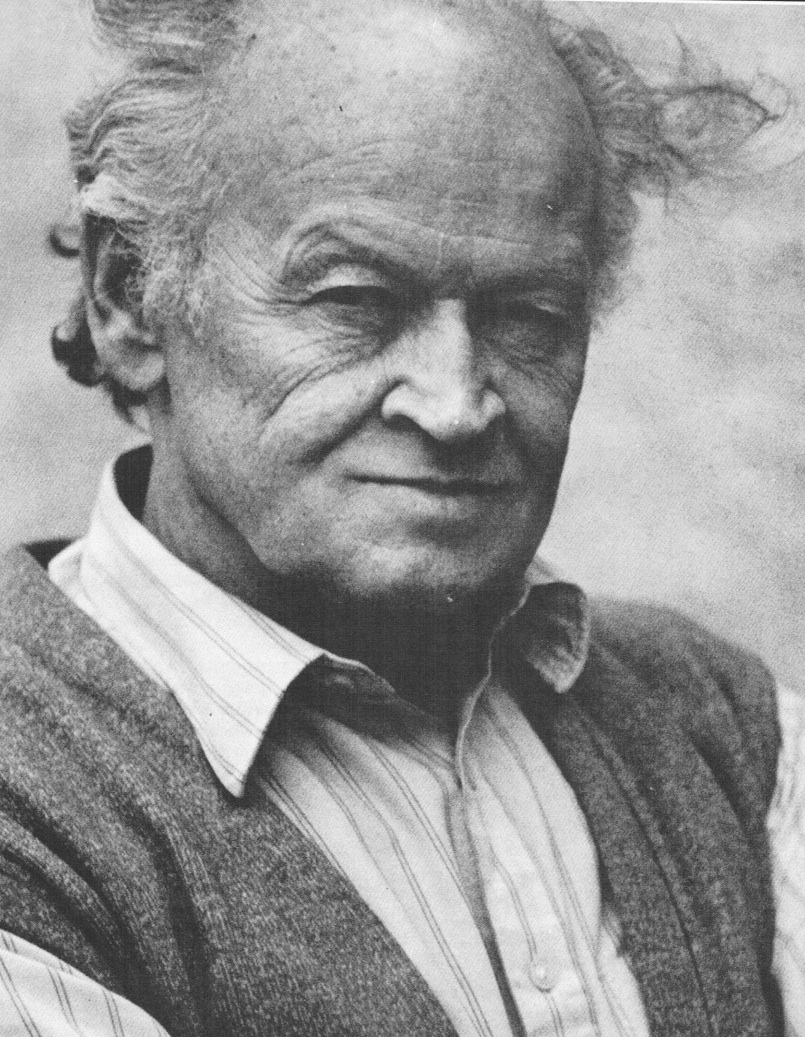
Mihailo Marković
(1923–2010)

- Rade Marković (1921–2010), Schauspieler
- Marko Nikezić (1921–1991), Politiker
- Janez Vrhovec (1921–1997), Schauspieler
- Bogdan Bogdanović (1922–2010), Architekt, Stadttheoretiker und Essayist
- Colin Strang, 2. Baron Strang (1922–2014), britischer Peer, Hochschullehrer und Politiker
- Svetozar Gligorić (1923–2012), Schachmeister
- Milka Ivić (1923–2011), Slawistin
- Dragoljub Janošević (1923–1993), Großmeister im Schach
- Mihailo Marković (1923–2010), Philosoph
- Paul Mercey (1923–1988), Filmschauspieler und Bühnenschauspieler
- Vasilije Mokranjac (1923–1984), Komponist
- Peter II. (1923–1970), letzter König von Jugoslawien
- Milan Šahović (1924–2017), Rechtswissenschaftler
- Miroslav Simić (1924–2020), Immunologe
- Vojislav Simić (* 1924), Orchesterleiter und Komponist
- Milutin Stefanović (1924–2009), Chemiker
- Olivera Marković (1925–2011), Schauspielerin
- Borislav Milić (1925–1986), Großmeister im Schach
- Stefan Terzibaschitsch (1926–2008), deutscher Marinebuch-Autor
- Aleksandar Despić (1927–2005), Physiker
- Nada Mamula (1927–2001), Sängerin
- Danica Aćimac (1928–2009), Schauspielerin
- Tomislav von Jugoslawien (1928–2000), Prinz des Königreiches der Serben, Kroaten und Slowenen
- Branislav Vukosavljević (1928–1985), Fußballspieler
- Milan Panić (* 1929), Radrennfahrer, Politiker und Geschäftsmann
- Milorad Pavić (1929–2009), Schriftsteller
- Slobodan Ribnikar (1929–2008), Radiochemiker
- Stojan Aranđelović (1930–1993), Schauspieler
- Predrag Ivanović (1930–2010), Jazz- und Unterhaltungstrompeter, Sänger
- Aleksandar Matanović (1930–2023), Großmeister im Schach
- Milo Pavlović (* 1930), Jazz- und Unterhaltungsmusiker
- Bora Todorović (1930–2014), Schauspieler
- Todor Veselinović (1930–2017), Fußballspieler und -trainer
- Irena Vrkljan (1930–2021), Schriftstellerin

#### 1931–1940

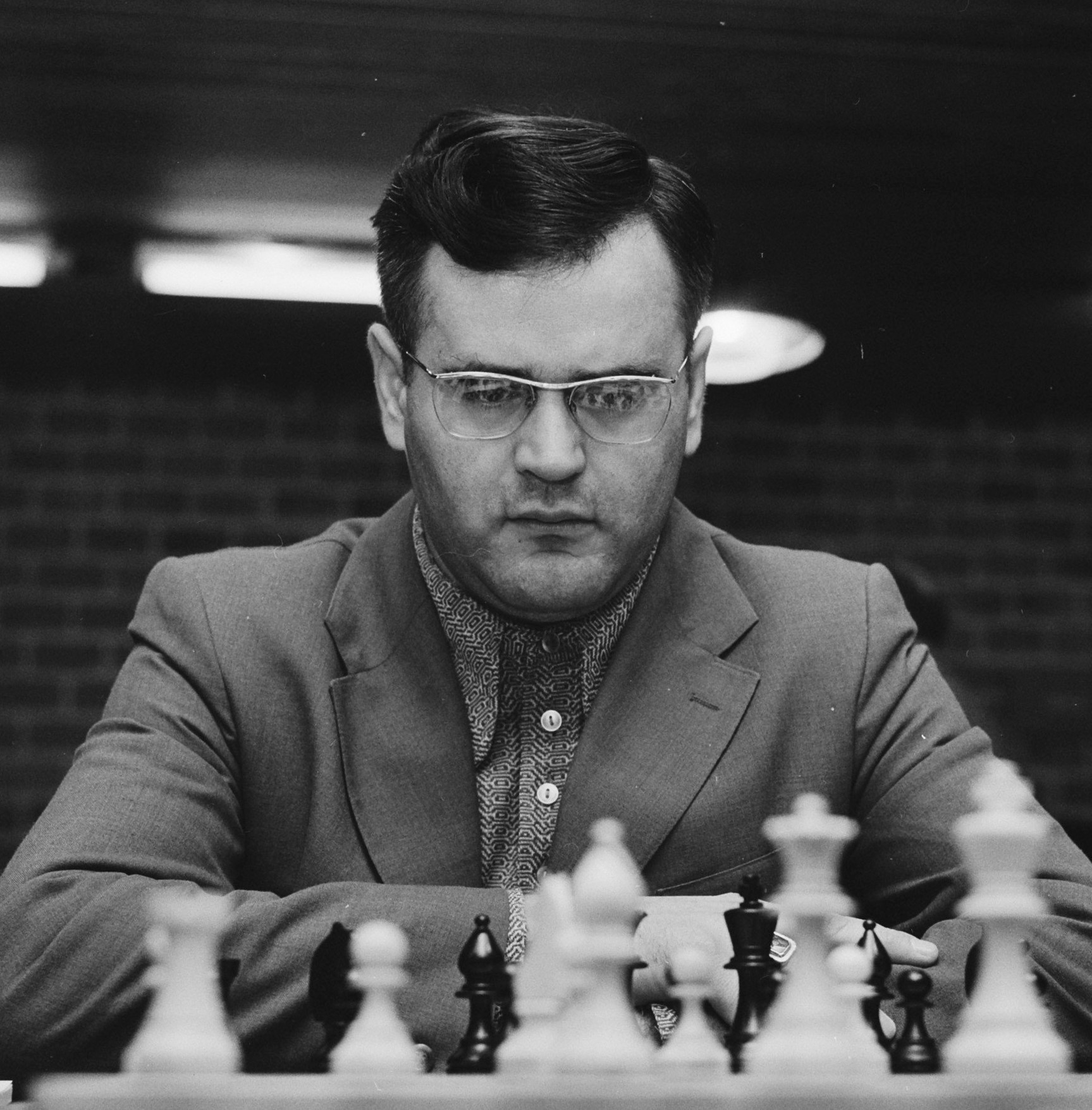
Milan Matulović
(1935–2013)

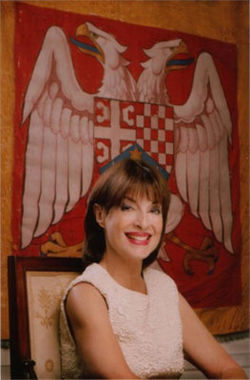
Elisabeth von Jugoslawien
(* 1936)

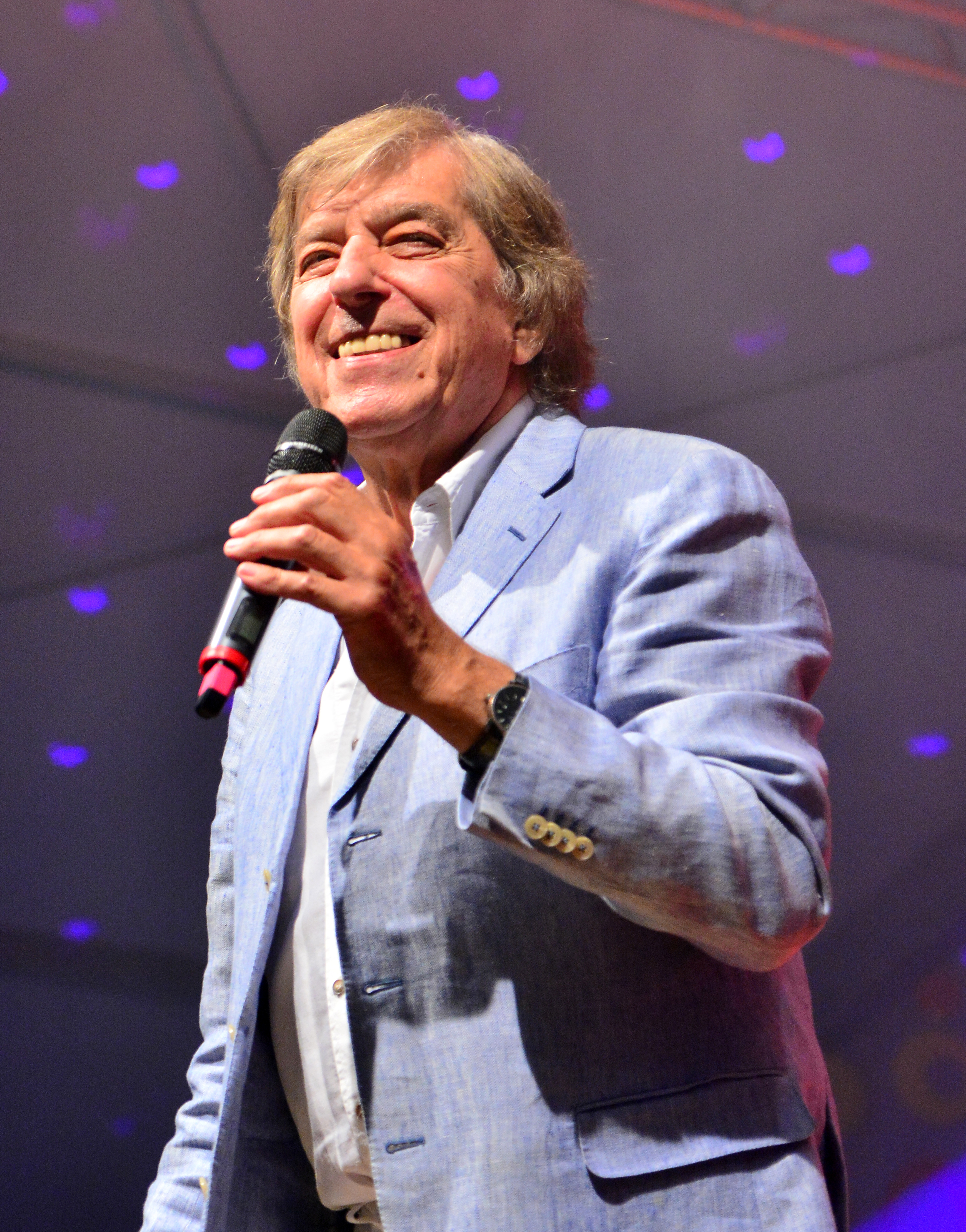
Bata Illic
(* 1939)

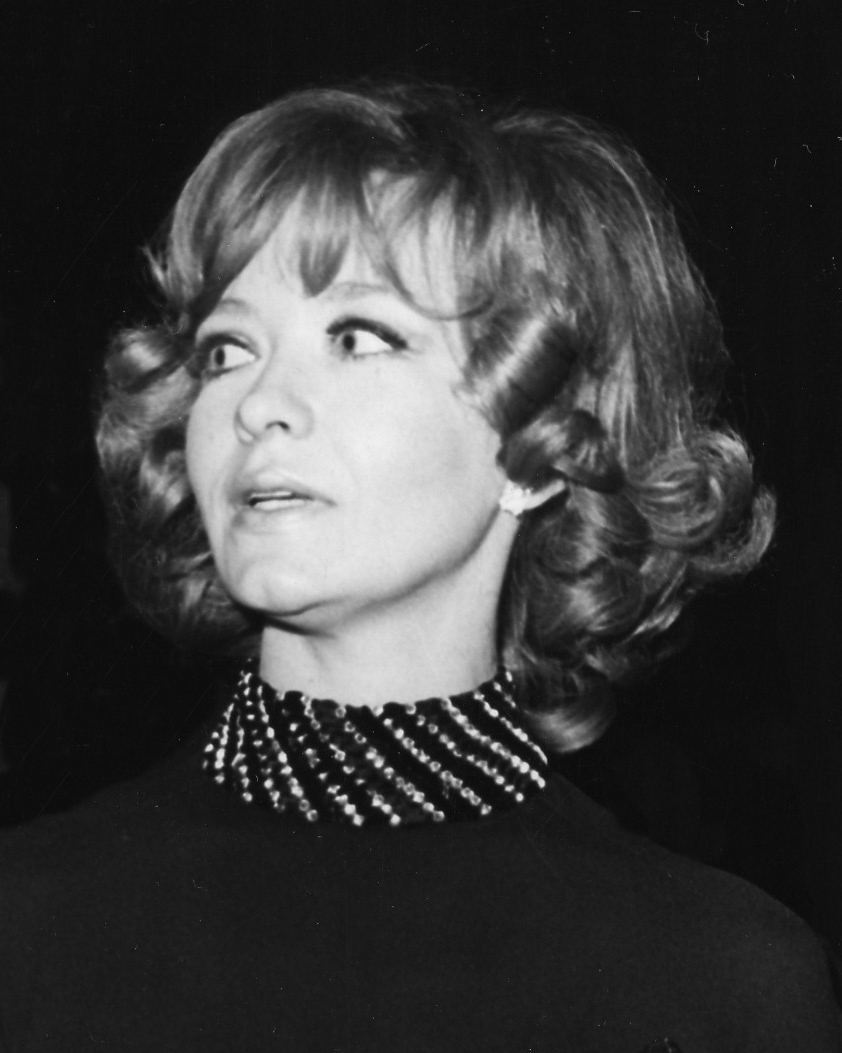
Milena Dravić
(1940–2018)

- Ivan Toplak (1931–2021), Fußballspieler und -trainer
- Aleksandar Gavrić (1932–1972), Schauspieler
- Heda Jason (* 1932), Folkloristikerin und Erzählforscherin
- Arsenije Jovanović (1932–2025), Hörspielautor
- Dušan Makavejev (1932–2019), Filmregisseur
- Franz Mesch (1932–2024), deutscher Ingenieur, Professor für Mess- und Regelungstechnik
- Bogdan Povh (1932–2024), Kern- und Teilchenphysiker
- Nikolaj Salnikow (* 1932), Slawist, ordentlicher Professor an der Universität Mainz
- Milan V. Dimić (1933–2007), Literaturwissenschaftler
- Aleksandar Đokić (1933–2019), jugoslawischer Opernsänger (Bass)
- Boris Grünwald (1933–2014), Bildhauer, Grafiker, Hochschullehrer und Kunstspringer
- Borislav Ivkov (1933–2022), Schachmeister
- Svetlana Velmar-Janković (1933–2014), Journalistin und Schriftstellerin
- Zoran Žiletić (1933–2013), Germanist und Hochschullehrer
- Olivera Miljaković (* 1934), serbisch-österreichische Opernsängerin (Sopran) und Musikpädagogin
- Slavko Perović (* 1934), Sänger
- Petar Radenković (* 1934), Fußballtorhüter
- Veselinka Šušić (1934–2018), Medizinerin
- Milan Matulović (1935–2013), Schachspieler
- Đorđe Nenadović (1935–2019), Schauspieler
- Lola Novaković (1935–2016), Sängerin
- Vladimir Veličković (1935–2019), jugoslawisch-serbisch-französischer Architekt und Maler
- Vukan R. Vučić (* 1935), US-amerikanischer Verkehrsexperte
- Elisabeth von Jugoslawien (* 1936), Adelige
- Shaul Ladany (* 1936), israelischer Ingenieur und Leichtathlet
- Jovan Divjak (1937–2021), bosnischer General
- Aleksandra Ivanović (1937–2003), Mezzosopranistin
- Ivan Klajn (1937–2021), Linguist und Übersetzer
- Branislav Martinović (1937–2015), Ringer
- Thomas Nagel (* 1937), US-amerikanischer Philosoph
- Milka Stojanović (1937–2023), Opernsängerin
- Milan Vukcevich (1937–2003), Großmeister der Schachkomposition
- Ivica Krajač (1938–2024), Sänger, Komponist, Texter und Opernregisseur
- Antónia Munkácsi (* 1938), ungarische Sprinterin
- Charles Simic (1938–2023), US-amerikanischer Dichter, Essayist und Übersetzer
- Zvezdan Čebinac (1939–2012), Fußballspieler und -trainer
- Bata Illic (* 1939), Schlagersänger
- Dušan Jovanović (1939–2021), Dramatiker, Regisseur und Schriftsteller
- Jovan Miladinović (1939–1982), Fußballspieler und -trainer
- Branko Samarovski (* 1939), Schauspieler
- Aleksandar Anđelić (1940–2021), Eishockeyspieler und -trainer
- Milena Dravić (1940–2018), Schauspielerin
- Ilija Jorga (* 1940), Karate-Lehrer
- Olivera Katarina (* 1940), Schauspielerin und Sängerin
- Boris Podrecca (* 1940), Architekt
- Miodrag Todorčević (* 1940), Schachspieler

#### 1941–1950

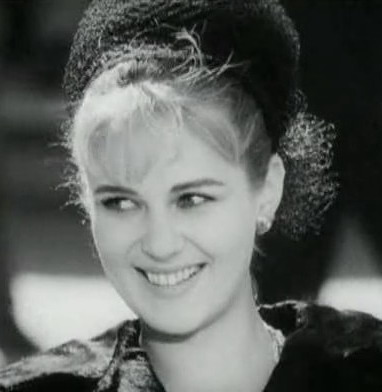
Beba Lončar
(* 1943)

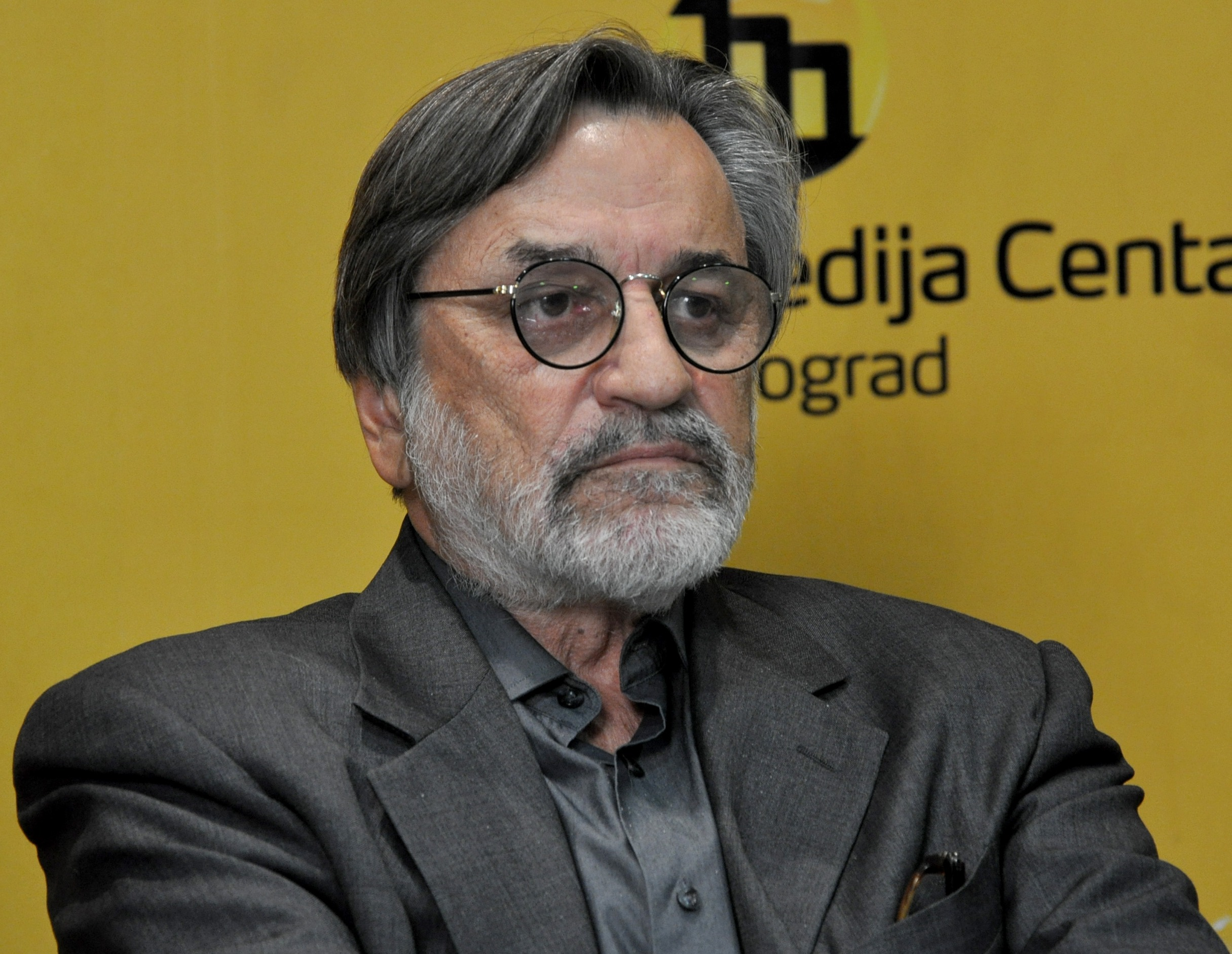
Dragan Nikolić
(1943–2016)

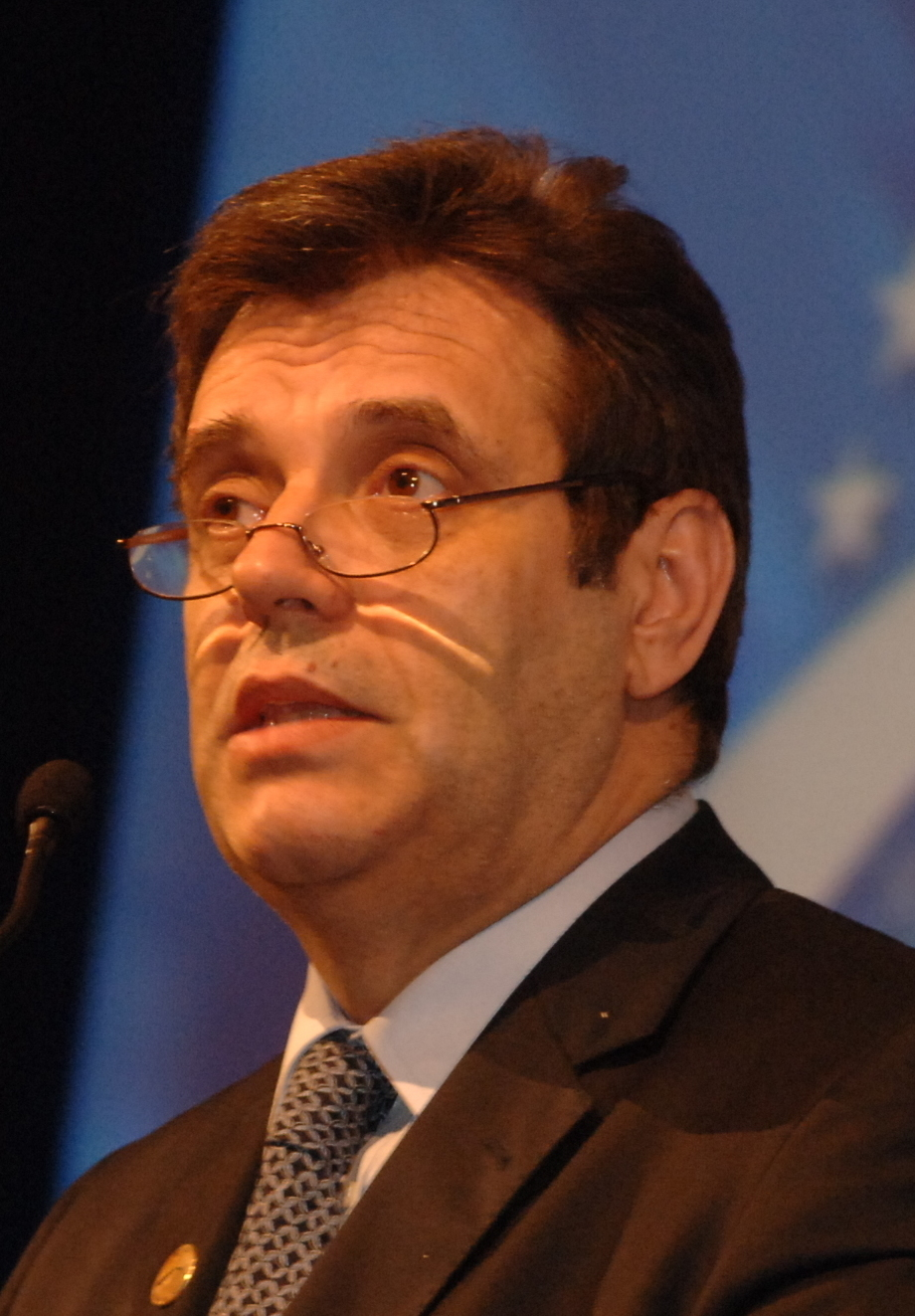
Vojislav Koštunica
(* 1944)

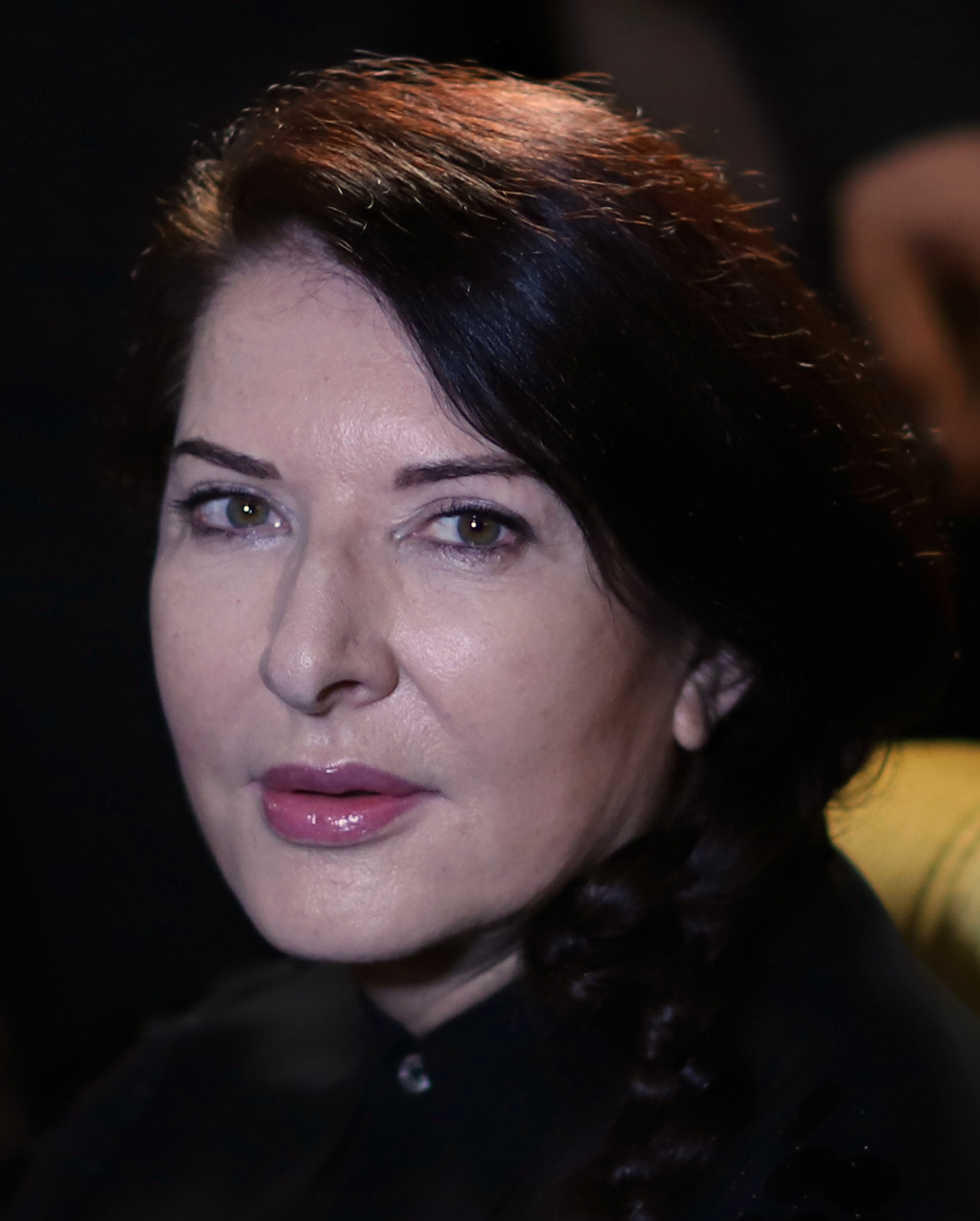
Marina Abramović
(* 1946)

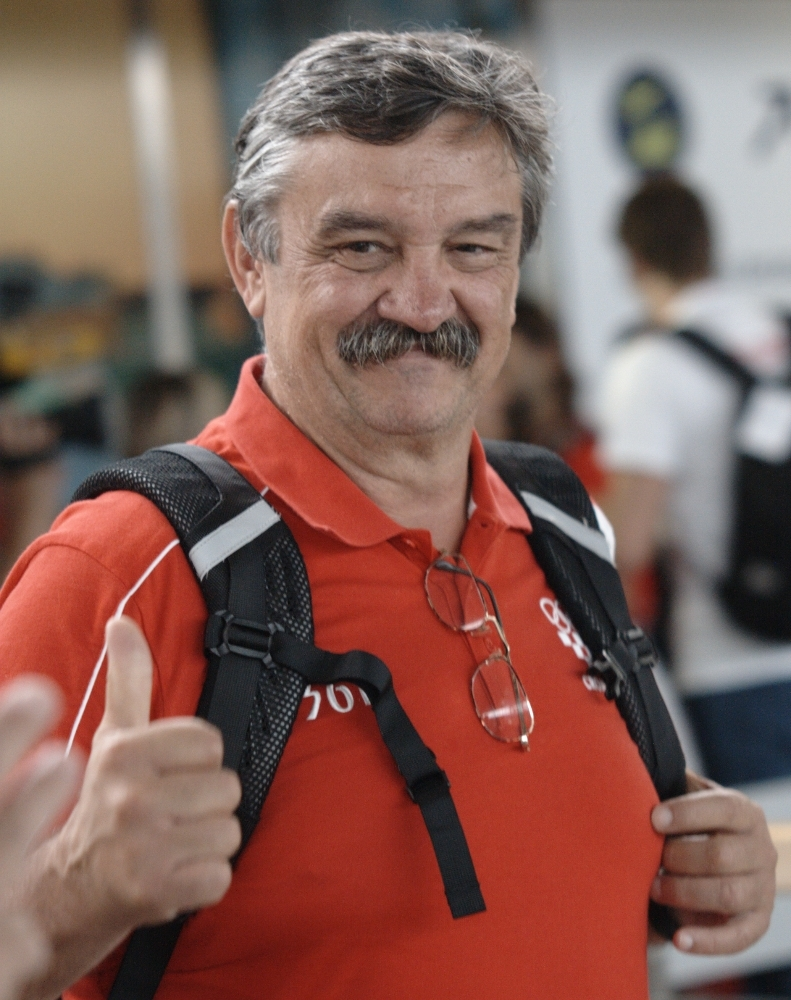
Ratko Rudić
(* 1948)

- Volker Kier (1941–2023), österreichischer Politiker
- Vladislav Lučić (* 1941), Basketballspieler und -trainer
- Rašid Šemšedinović (1941–2021), Eishockeytorwart
- Vladan Živković (1941–2022), Schauspieler
- Živko Đak (1942–2011), Maler
- Horst Haselsteiner (1942–2019), österreichischer Osteuropahistoriker und Großprior der österreichischen Statthalterei
- Gordana Kuić (1942–2023), Schriftstellerin
- Milan Milutinović (1942–2023), Politiker
- Mirko Sandić (1942–2006), Wasserballspieler
- Dušan Zrnić (* 1942), Naturwissenschaftler
- Dragomir M. Acović (* 1943), Architekt, Phaleristiker und Heraldiker
- Dušan Ivković (1943–2021), Basketballspieler und Basketballtrainer
- Katarina Jovanović-Blagojević (1943–2021), Schachspielerin
- Beba Lončar (* 1943), Schauspielerin
- Ekkehart Reinelt (* 1943), Jurist
- Đorđe Milić (* 1943), Fußballspieler und -trainer
- Dragan Nikolić (1943–2016), Schauspieler
- Ljiljana Buttler (1944–2010), Sängerin
- Dragutin Čermak (1944–2021), Basketballspieler und -trainer sowie Olympiateilnehmer
- Vojislav Koštunica (* 1944), Rechtsanwalt und Jurist
- Jelena Šantić (1944–2000), Primaballerina und Friedensaktivistin
- Enver Hadžiabdić (* 1945), Fußballspieler und -trainer
- Dragoljub Janković (* 1945), Politiker
- Slobodan Martinović (1945–2015), Schachspieler
- Marina Abramović (* 1946), Performance-Künstlerin
- Božidar Ćurčić (1946–2015), Biologe
- Sreten Damjanović (* 1946), Ringer
- Andrija Hebrang (* 1946), Politiker, Mediziner und Professor
- Slobodan Jovanić (* 1946), Fußballspieler und -trainer
- Goran Marković (* 1946), Filmregisseur
- Uroš Marović (1946–2014), Wasserballspieler
- Miroslav Tuđman (1946–2021), Wissenschaftler und Politiker
- Doug Utjesenovic (* 1946), australischer Fußballspieler und -trainer
- Miša Blam (1947–2014), Jazzmusiker und -autor
- Mihael Brejc (* 1947), slowenischer Politiker
- Branislav Pokrajac (1947–2018), Handballtrainer und -spieler
- Vladimir Stevanović (1947–2024), Botaniker, Biogeograph und Pflanzensoziologe
- Mladen Stilinović (1947–2016), kroatischer Künstler
- Miloš Vasić (1947–2021), jugoslawischer/serbischer Journalist und Schriftsteller
- Jovan Aćimović (* 1948), Fußballspieler
- Sonja Biserko (* 1948), Autorin und Menschenrechtsaktivistin
- Borivoje Đorđević (* 1948), Fußballspieler
- Aleksandar Ivić (1948–2020), Mathematiker und Professor an der Universität Belgrad
- Dragan Kapičić (1948–2024), Basketballspieler
- Milan Lazarević (* 1948), Handballspieler und -trainer
- Ljubomir Magaš (1948–1986), genannt Ljuba Zemunac, Anführer einer Vereinigung jugoslawischer Krimineller
- Dušan Mihajlović (* 1948), Jurist und Politiker
- Slobodan Petrović (* 1948), Fußballspieler
- Ratko Rudić (* 1948), Wasserballspieler und -trainer
- Svetlana Slapšak (* 1948), slowenische Anthropologin, klassische Philologin, Schriftstellerin und Übersetzerin
- Gordana Vunjak-Novaković (* 1948), biomedizinische Ingenieurin
- Neven Sesardić (* 1949), Philosoph
- Zoran Slavnić (* 1949), Basketballspieler
- Sima Avramović (* 1950), Jurist und Rechtshistoriker
- Vladislav Bogićević (* 1950), Fußballspieler
- Miki Manojlović (* 1950), Schauspieler
- Žarko Olarević (* 1950), Fußballspieler und -trainer
- Vlada Pejović (* 1950), Fußballspieler und -trainer
- Marijan David Vajda (* 1950), Regisseur
- Vesna Vulović (1950–2016), Stewardess

#### 1951–1960
- Marijan Beneš (1951–2018), Boxer

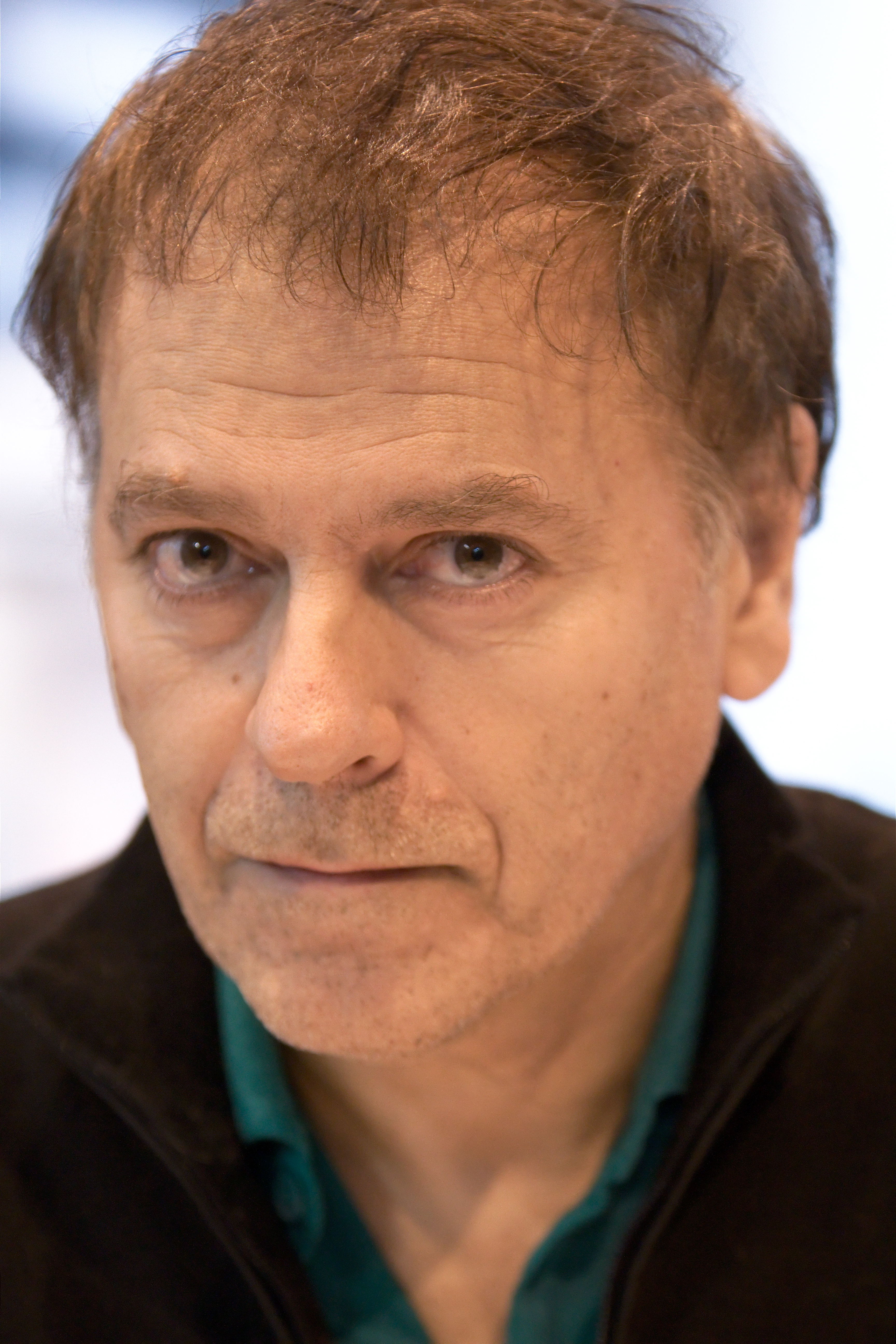
Enki Bilal
(* 1951)

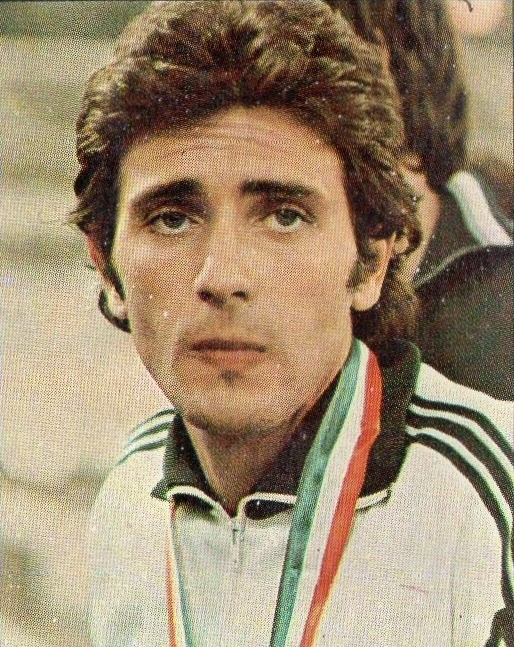
Nenad Stekić
(1951–2021)

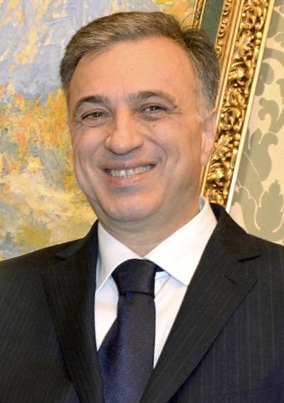
Filip Vujanović
(* 1954)

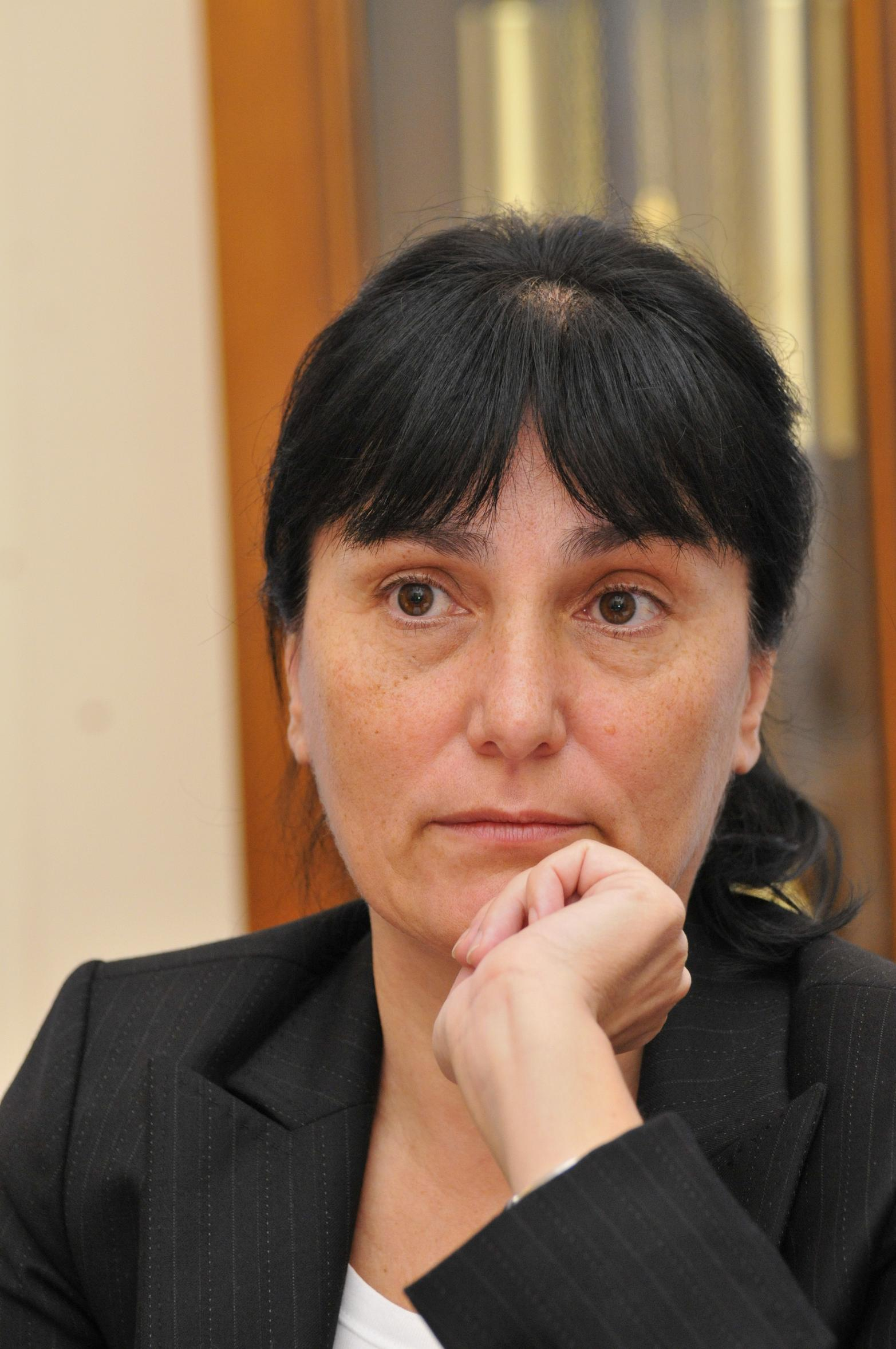
Diana Dragutinović
(* 1958)

- Enki Bilal (* 1951), Comiczeichner, Illustrator und Filmregisseur
- Sanja Ilić (1951–2021), Komponist und Musiker
- Boyan Jovanovic (* 1951), Ökonom
- Slobodan Prosperov Novak (* 1951), Literaturhistoriker, Journalist und Theaterwissenschaftler
- Radomir (* 1951), Künstler
- Nenad Stekić (1951–2021), Weitspringer
- Natalja Troizkaja (1951–2006), russische Opernsängerin
- Petar Borota (1952–2010), Fußballtorhüter
- Zoran Petrović (1952–2024), serbisch-jugoslawischer Fußballschiedsrichter
- Biljana Jovanović (1953–1996), serbische Schriftstellerin, Bürgerrechtlerin und Friedensaktivistin
- Branko Milanović (* 1953), Ökonom
- Ivan Mrkić (* 1953), Diplomat und Politiker
- Slavoljub Muslin (* 1953), Fußballspieler und -trainer
- Boris A. Novak (* 1953), slowenischer Dichter, Dramatiker, Übersetzer und Literaturwissenschaftler
- Slobodan Samardžić (* 1953), Politiker
- Dragan Velikić (* 1953), Romancier, Essayist, Journalist, Botschafter
- Pavle Vujcic (1953–2017), Geiger
- Goran Simić (1953–2008), Opernsänger
- Dragan Vasiljković (* 1954), Militärgeneral
- Filip Vujanović (* 1954), Politiker und Präsident Montenegros
- Dušan Bogdanović (* 1955), Gitarrist und Komponist
- Milka Pavlićević (* 1955), Journalistin und Regisseurin
- Vladimir Petrović (* 1955), Fußballspieler und serbischer Nationaltrainer
- Marijana Ricl (* 1955), Althistorikerin und Epigraphikerin
- Momir Bulatović (1956–2019), montenegrinischer Politiker
- Milan Kalina (* 1956), Handballspieler und -funktionär
- Slobodan Trifunović (* 1956), Wasserballspieler
- Miroslav Vjetrović (* 1956), Fußballspieler
- Dušan Bataković (1957–2017), Historiker und Diplomat
- Slobodan Kačar (* 1957), Boxer
- Mirjana Karanović (* 1957), Schauspielerin
- Michael Petrović (* 1957), Fußballspieler und -trainer
- Nebojša Čović (* 1958), Politiker
- Diana Dragutinović (* 1958), serbische Finanzministerin
- Nenad Lalović (* 1958), Präsident des Ringer-Weltverbandes
- Slavko Petrović (* 1958), Fußballtorhüter und -trainer
- Ivo Pogorelich (* 1958), Pianist
- Srđan Šaper (* 1958), Musiker und Politiker
- Dejan Ajdačić (* 1959), Philologe, Kulturwissenschaftler, Ethnolinguist, Literaturtheoretiker, Übersetzer und Herausgeber
- Jovica Cvetković (* 1959), Handballspieler und -trainer
- Miroslav Tadić (* 1959), Gitarrist
- Snežana Berić (* 1960), Sängerin
- Dragan Jočić (* 1960), Politiker
- Veselin Matić (* 1960), Basketballtrainer
- Zoran Petrović (* 1960), Wasserballspieler

#### 1961–1970

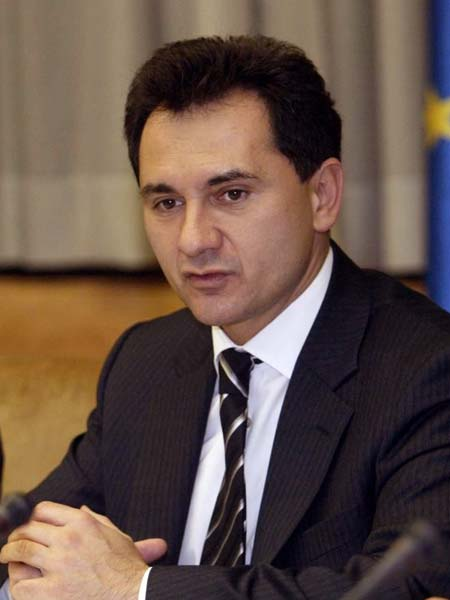
Božidar Đelić
(* 1965)

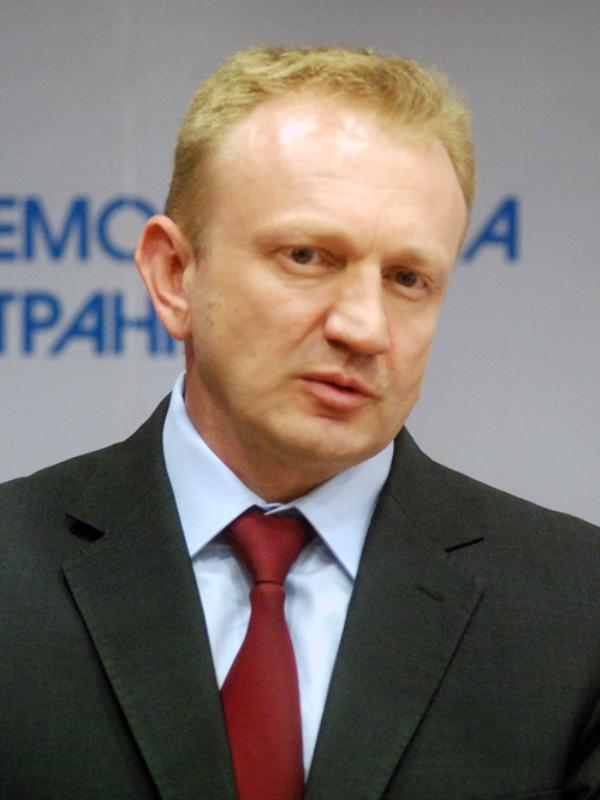
Dragan Đilas
(* 1967)

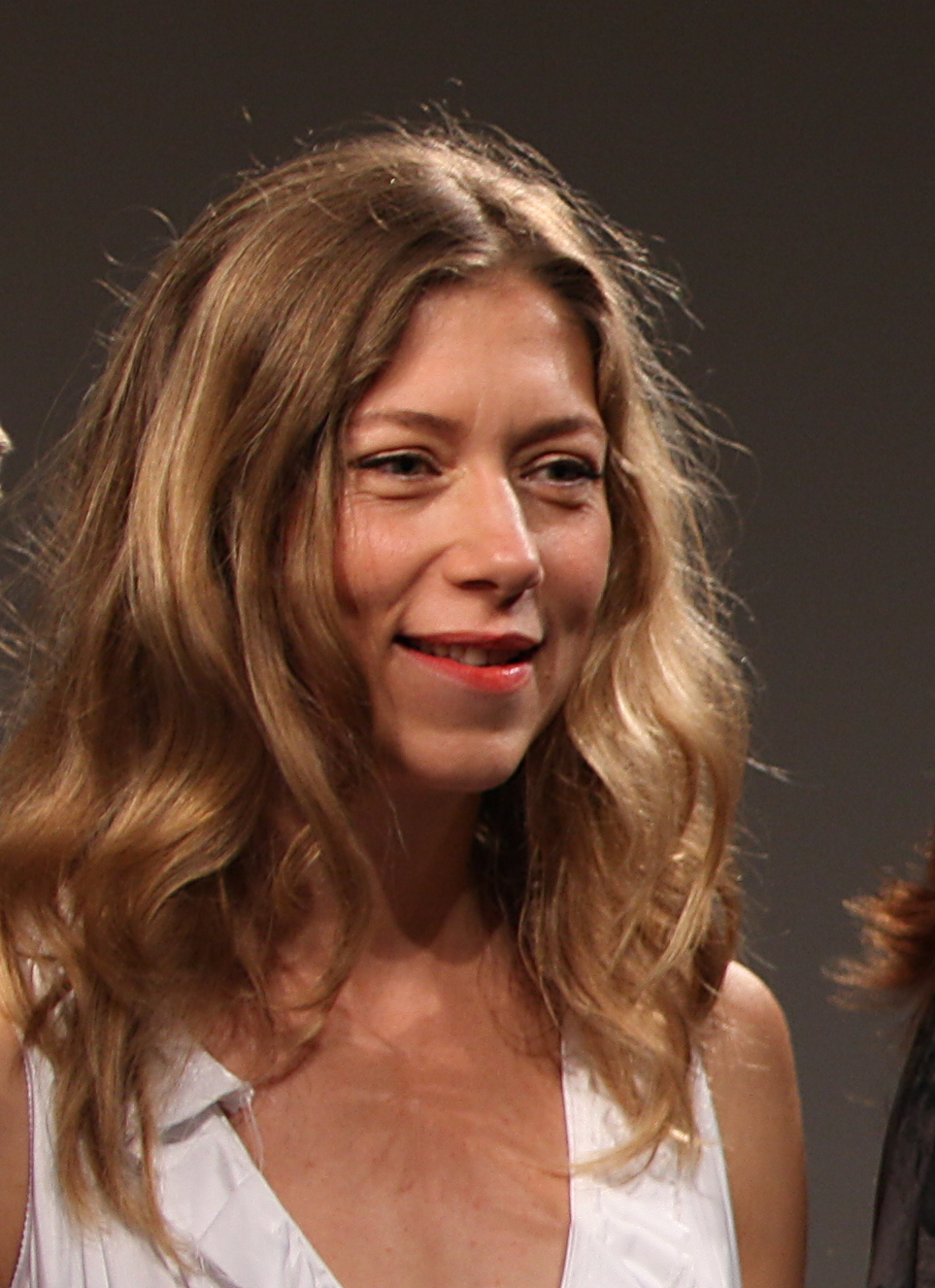
Branka Katić
(* 1970)

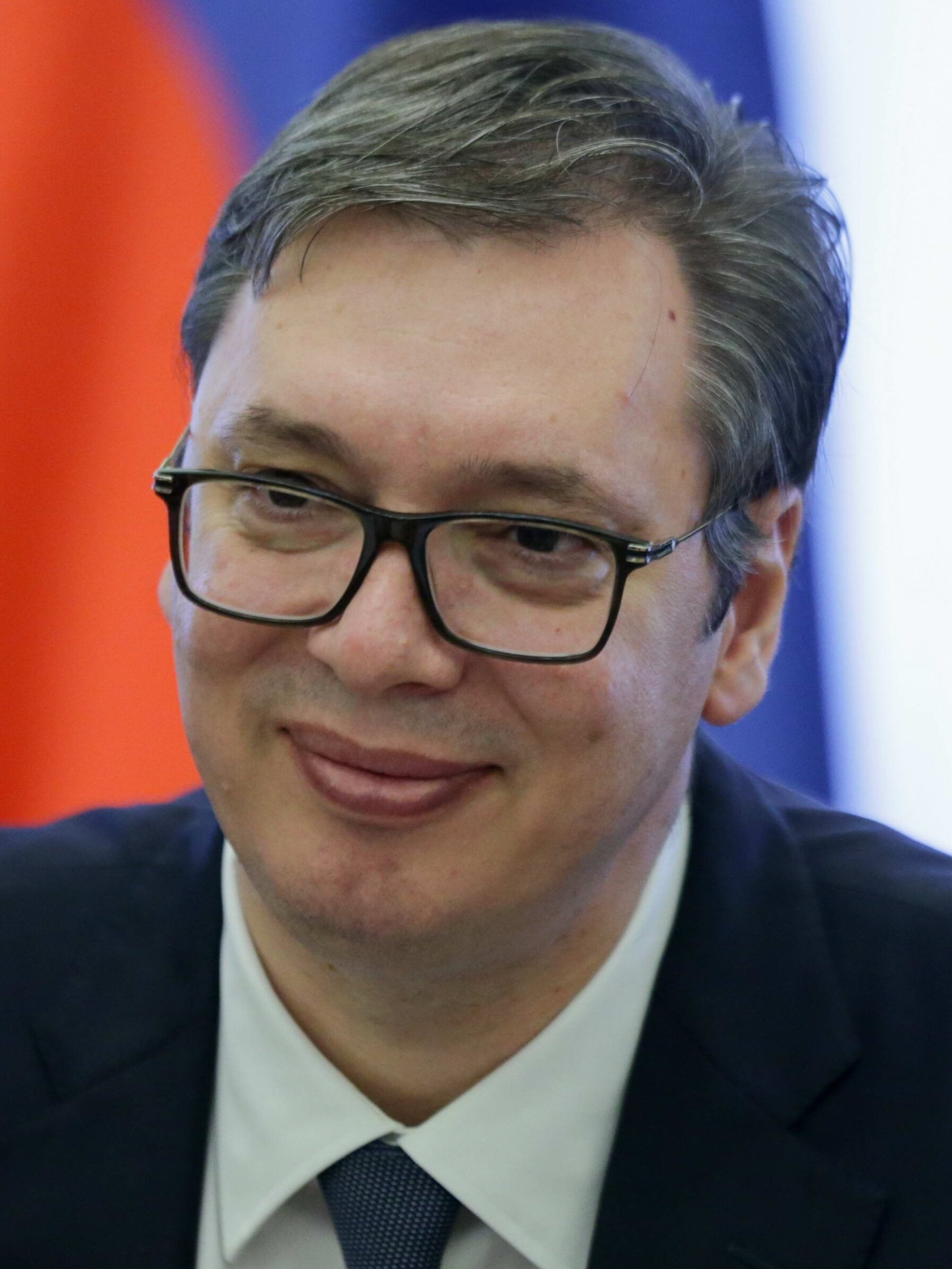
Aleksandar Vučić
(* 1970)

- Svetlana Anastasovska-Obućina (* 1961), Handballspielerin
- Mirjana Bjelogrlić-Nikolov (* 1961), Fernsehjournalistin und Autorin
- Radmila Cvetković (* 1961), Handballspielerin
- Zoran Todorovich (* 1961), deutscher Opernsänger serbischer Herkunft
- Predrag Bjelac (* 1962), Film- und Theaterschauspieler
- Dragan Mance (1962–1985), Fußballspieler
- Anica Dobra (* 1963), Schauspielerin
- Sascha Jusufi (* 1963), Fußballspieler
- Đuro Macut (* 1963), Endokrinologe und Politiker
- Predrag Radosavljević (* 1963), serbisch-US-amerikanischer Fußballspieler und -trainer
- Slobodan Živojinović (* 1963), Tennisspieler
- Bebi Dol (* 1964), Sängerin
- Miodrag Mladenović (* 1964), Großmeister der Schachkomposition
- Miloš Pavlović (* 1964), Schachgroßmeister
- Džej Ramadanovski (1964–2020), Sänger
- Mlađan Dinkić (* 1964), Politiker
- Mikoš Rnjaković (* 1964), Radrennfahrer
- Bogdan Roščić (* 1964), Musikmanager
- Božidar Đelić (* 1965), Politiker und Finanzexperte
- Predrag Jovanović (* 1965), Fußballspieler
- Maja Matarić (* 1965), US-amerikanische Informatikerin und Hochschullehrerin
- Igor Milanović (* 1965), Wasserballspieler
- Jasna Šekarić (* 1965), Sportschützin
- Esad Krčić (* 1966), Kinderschauspieler
- Ivana Kuzmanović (* 1966), Schriftstellerin und Juristin
- Dragan Đilas (* 1967), Politiker und Geschäftsmann
- Aleksandar Đorđević (* 1967), Basketballspieler
- Pero Mićić (* 1967), Autor, Referent und Managementberater
- Aleksandar Milenković (* 1967), Radrennfahrer, Skilangläufer und Biathlet
- Miloš Joksić (* 1968), Fußballtrainer
- Aca Lukas (* 1968), Sänger
- Zoran Milinković (* 1968), Fußballspieler
- Rade Milutinović (* 1968), Basketballspieler
- Milica Paranosic (* 1968), serbisch-amerikanische Komponistin und Musikpädagogin
- Dragan Šutanovac (* 1968), Politiker
- Milorad Ulemek (* 1968), Soldat und Attentäter
- Nataša Veljković (* 1968), Pianistin
- Bojan Zulfikarpašić (* 1968), Jazzpianist
- Aleksandra Kojić (* 1969), Basketballtrainerin
- Anđelko Kos (* 1969), Kinderschauspieler
- Saša Obradović (* 1969), Basketballspieler und -trainer
- Viktor Jelenić (* 1970), Wasserballspieler
- Nedeljko Jovanović (* 1970), Handballspieler
- Branka Katić (* 1970), Schauspielerin
- Maja Pantić (* 1970), Informatikerin und Professorin
- Maja Tatić (* 1970), Popsängerin
- Aleksandar Vučić (* 1970), Politiker; amtierender Präsident Serbiens seit 2017

#### 1971–1980

##### 1971

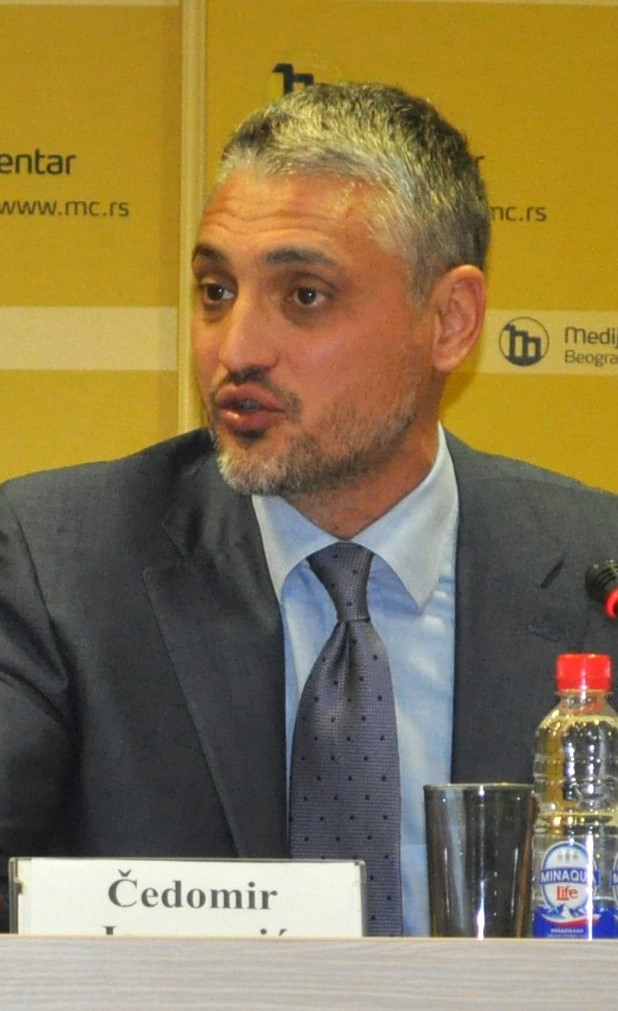
Čedomir Jovanović
(* 1971)

- Jelena Begović (* 1971), Wissenschaftsministerin und Wissenschaftlerin
- Nataša Bojković (* 1971), Schachspielerin
- Igor Jeftić (* 1971), Schauspieler
- Rajko Jokanović (* 1971), Volleyballspieler
- Čedomir Jovanović (* 1971), Politiker
- Nenad Radovski (* 1971), Basketballspieler
- Dragan Stevanović (* 1971), Fußballspieler
- Dragutin Topić (* 1971), Leichtathlet
- Bojan Vuletić (* 1971), Komponist und Musiker

##### 1972

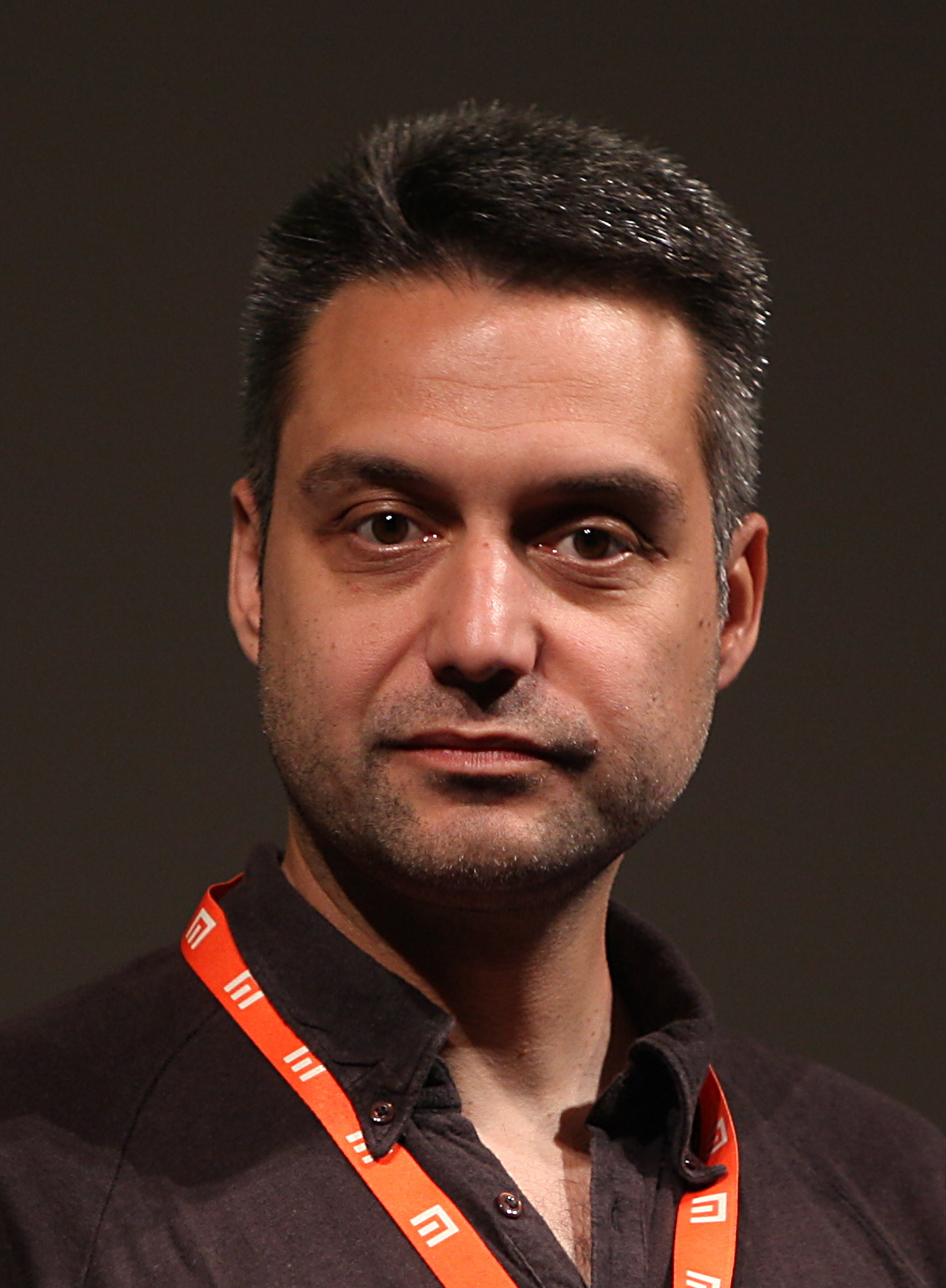
Srđan Golubović
(* 1972)

- Radovan Ćurčić (* 1972), Fußballspieler und -trainer
- Srđan Golubović (* 1972), Filmregisseur
- Slobodan Homen (* 1972), Politiker
- Željko Joksimović (* 1972), Popsänger
- Aleksandar Jović (* 1972), Fußballspieler
- Aleksandar Košić (* 1972), Eishockeyspieler
- Dejan Koturović (* 1972), Basketballspieler
- Aleksandar Janković (* 1972), Fußballspieler und -trainer
- Siniša Mali (* 1972), Politiker und Ökonom
- Maja Marijana (* 1972), Folk-/Turbo-Folk-Sängerin
- Daniel Nestor (* 1972), Tennisspieler
- Ana Ristović (* 1972), Lyrikerin
- Dodo Roscic (* 1972), Radiomoderatorin
- Đorđe Tomić (* 1972), Fußballspieler

##### 1973

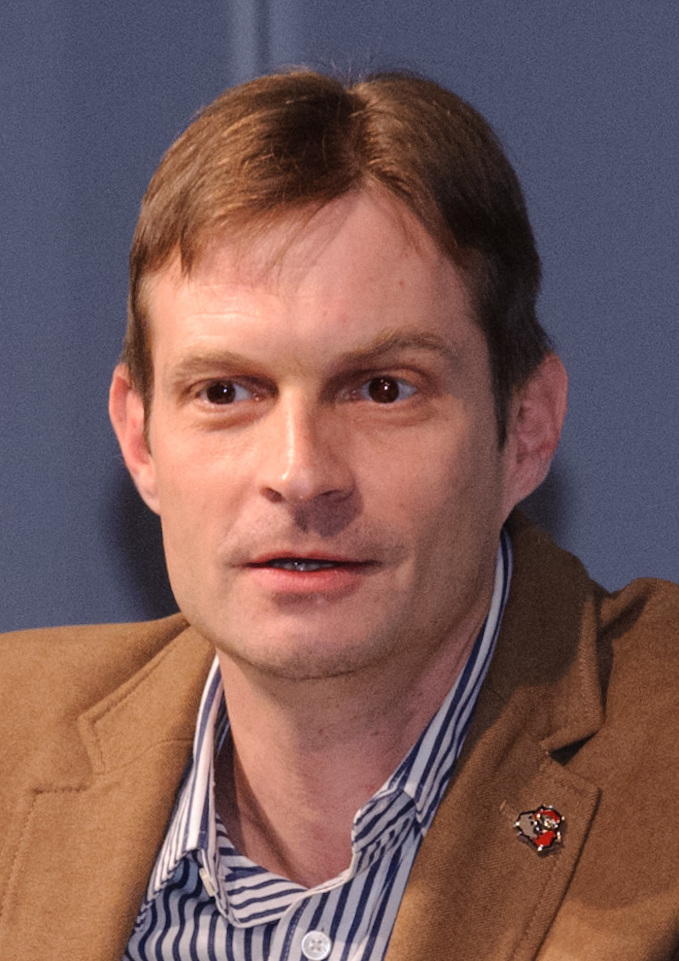
Srđa Popović
(* um 1973)

- Tanja Brzakovic (* 1973), Filmregisseurin, Drehbuchautorin und Dokumentarfilmerin
- Srđa Popović (* um 1973), Politaktivist
- Nenad Puljezević (* 1973), Handballspieler
- Darko Ramovš (* 1973), Fußballspieler
- Ivan Simonovič (* 1973), slowenischer Handballspieler und -trainer
- Dejan Tomašević (* 1973), Basketballspieler

##### 1974
- Aleksa Gajić (* 1974), Comicautor
- Miloš Kolaković (* 1974), Fußballspieler

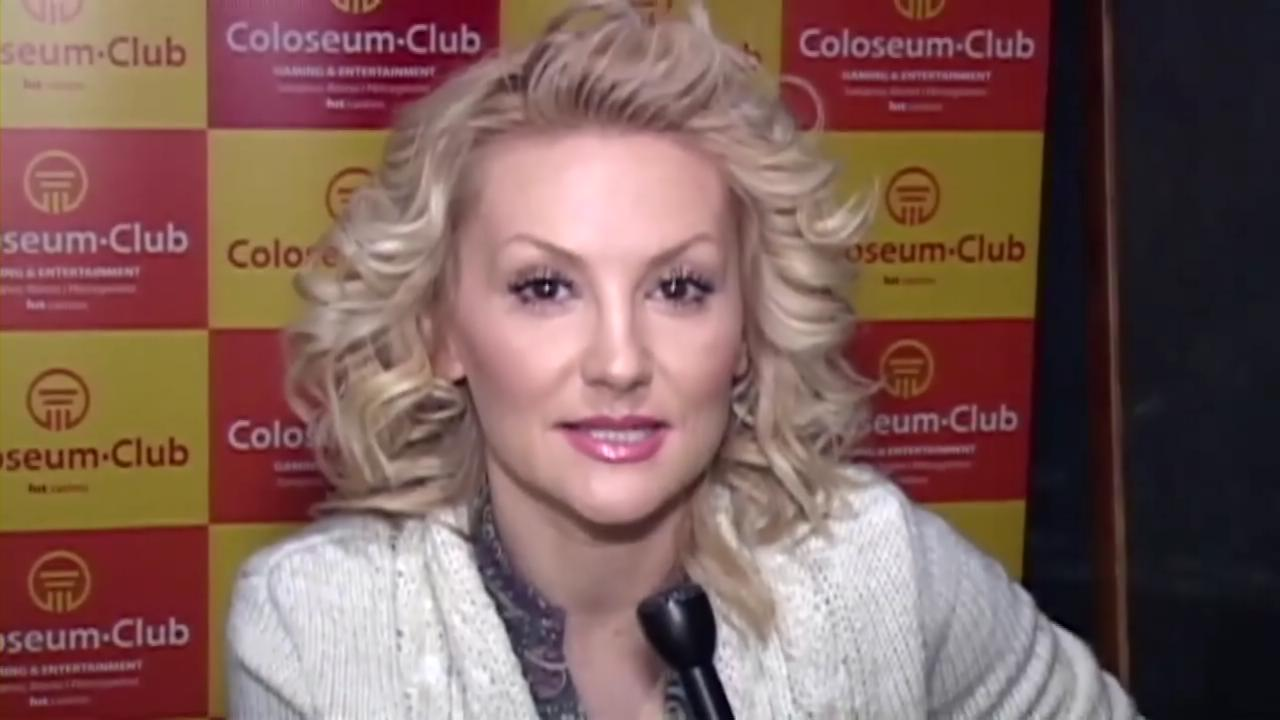
Gordana Tržan
(* 1974)

- Aleksandra Kovač (* 1974), Sängerin, Komponistin, Songschreiberin, Arrangeurin und Produzentin
- Nikola Kuljača (* 1974), Wasserballspieler
- Albert Nađ (* 1974), Fußballspieler
- Igor Perović (* 1974), Basketballtrainer und -spieler
- Dušan Petković (* 1974), Fußballspieler
- Milovan Ristić (* 1974), Fußballschiedsrichter
- Bojan Šarčević (* 1974), Künstler
- Aleksandar Sarić (* 1974), Fußballtorhüter
- Nikola Stojić (* 1974), Ruderer
- Gordana Tržan (* 1974), Pop-Sängerin

##### 1975
- Ana Brnabić (* 1975), Politikerin
- Vuk Jeremić (* 1975), Politiker

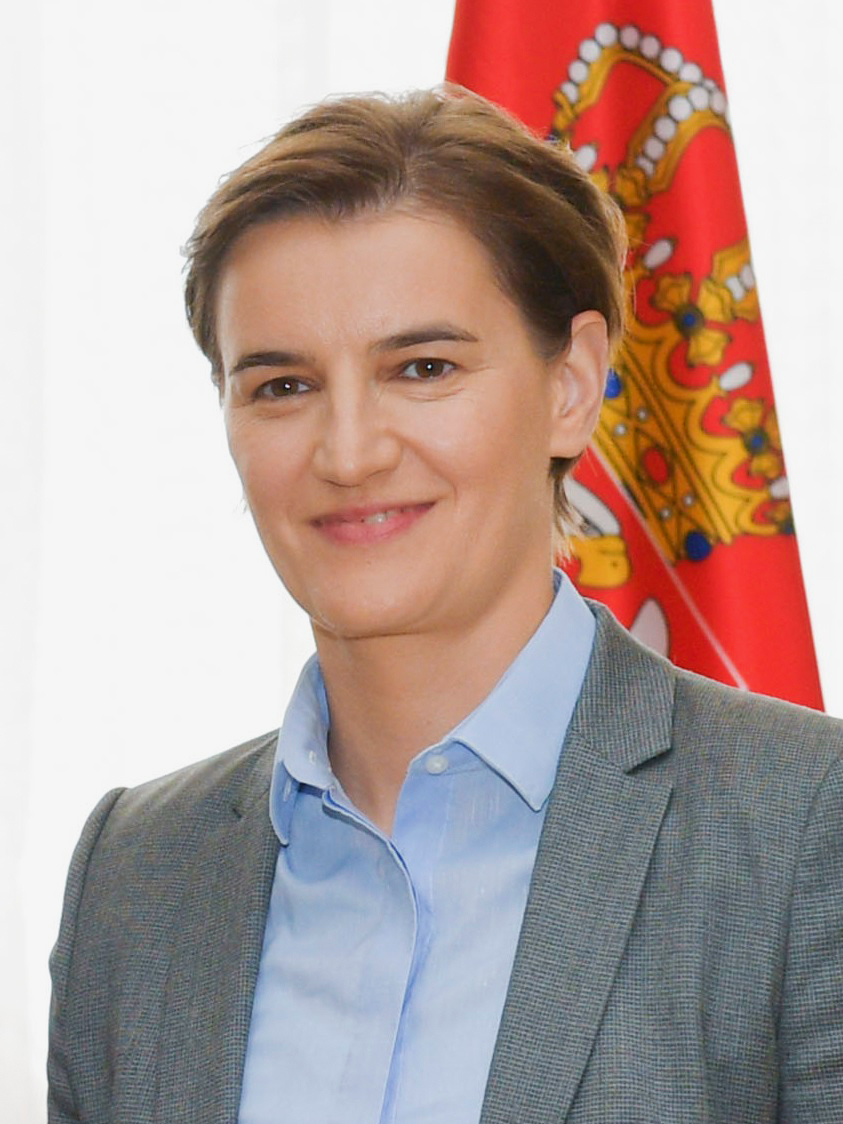
Ana Brnabić
(* 1975)

- Dejan Savić (* 1975), Wasserballspieler
- Anika Vavić (* 1975), Pianistin
- Đorđe Višacki (* 1975), Ruderer

##### 1976
- Ivica Avramović (* 1976), Fußballspieler
- Nenad Babović (* 1976), Ruderer

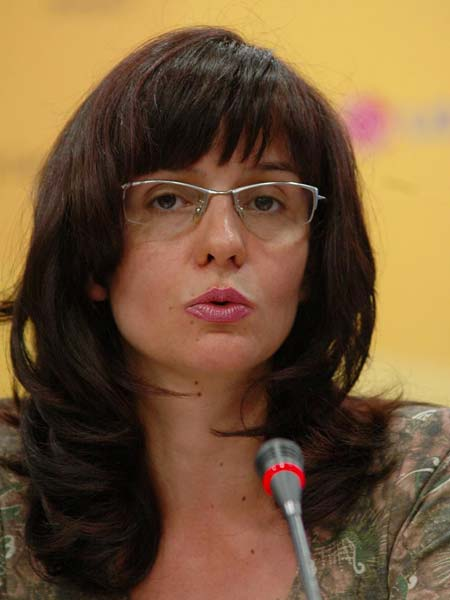
Snežana Malović
(* 1976)

- Danilo Ikodinović (* 1976), Wasserballspieler
- Goran Jerković (* 1976), Handballspieler
- Snežana Malović (* 1976), serbische Justizministerin
- Nikola Marinovic (* 1976), Handballtorhüter
- Katarina Mišić (* 1976), Tennisspielerin
- Aleksandar Nađfeji (* 1976), Basketballspieler
- Vladimir Perišić (* 1976), Filmregisseur und Drehbuchautor
- Ana Popović (* 1976), Blues-Gitarristin und -Sängerin
- Denis Šefik (* 1976), Wasserballtorhüter
- Nebojša Stefanović (* 1976), Politiker
- Nenad Zimonjić (* 1976), Tennisspieler

##### 1977

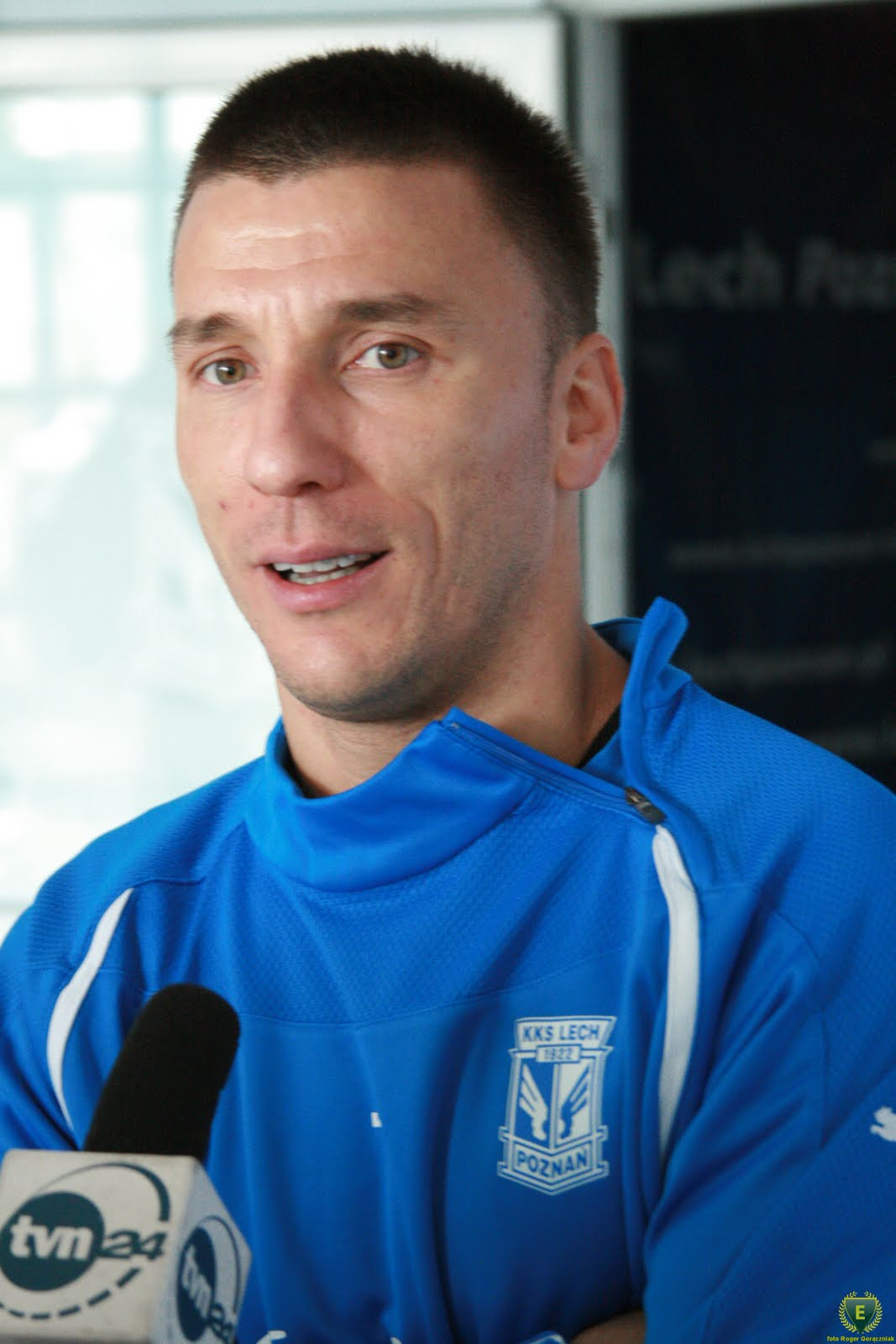
Ivan Đurđević
(* 1977)

- Stefan Arsenijević (* 1977), Filmregisseur und Drehbuchautor
- Ivana Božilović (* 1977), serbisch-US-amerikanische Schauspielerin und Model
- Aleksandar Ćirić (* 1977), Wasserballspieler
- Ivan Đurđević (* 1977), Fußballspieler
- Milan Drageljević (* 1977), Fußballspieler
- Dušan Kecman (* 1977), Basketballspieler
- Nikola Malbaša (* 1977), Fußballspieler
- Igor Manojlović (* 1977), Fußballspieler
- Vladan Marković (* 1977), Schwimmer
- Milan Obradović (* 1977), Fußballspieler und -trainer
- Predrag Ocokoljić (* 1977), Fußballspieler
- Jovo Stanojević (* 1977), Basketballspieler
- Dana Todorović (* 1977), Schriftstellerin und Schauspielerin

##### 1978

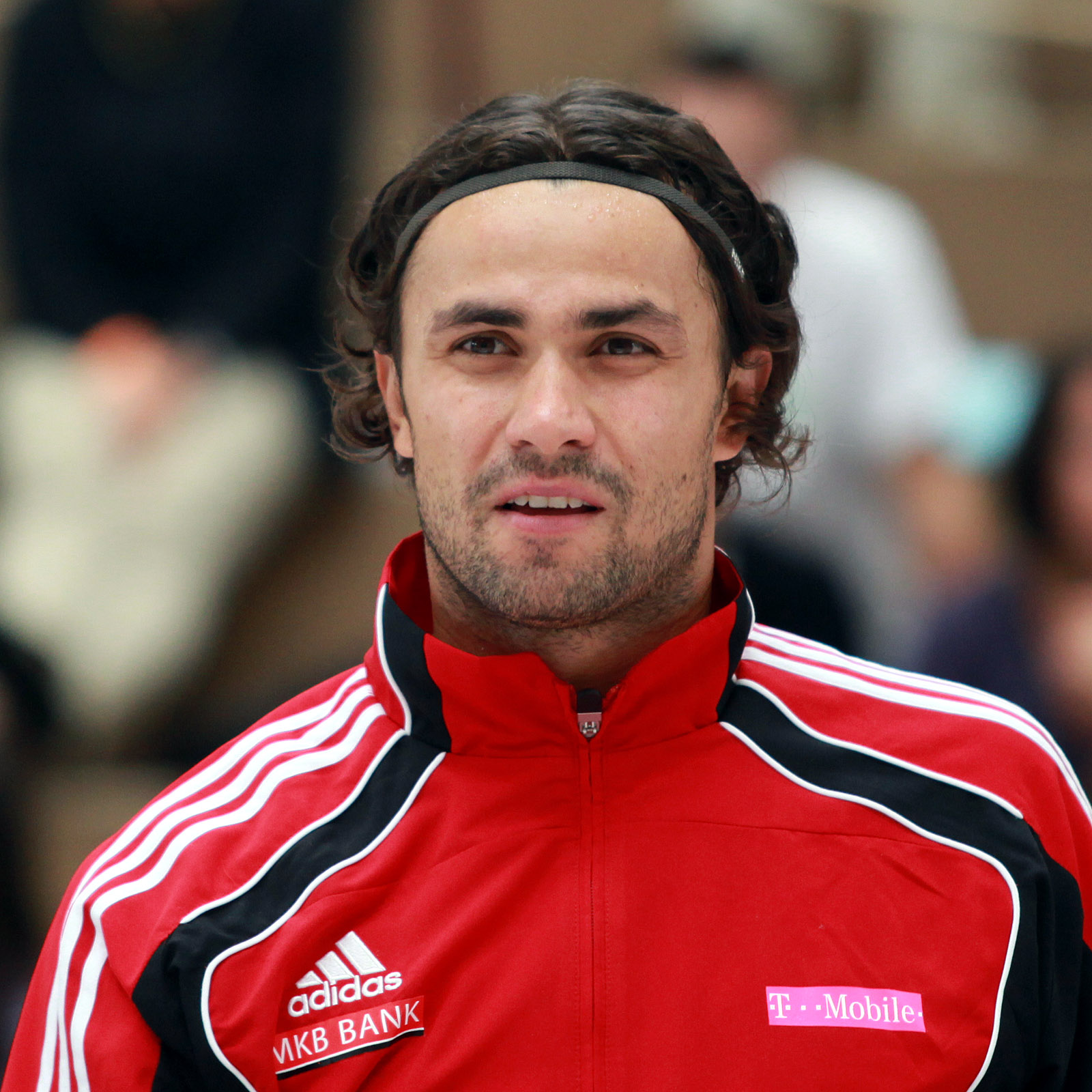
Nikola Eklemović
(* 1978)

- Danijel Anđelković (* 1978), Handballspieler und -trainer
- Srđan Baljak (* 1978), Fußballspieler
- Ivan Ðorđević (* 1978), Squashspieler
- Marko Đorđević (* 1978), Skirennläufer
- Nikola Eklemović (* 1978), Handballspieler
- Goran Gavrančić (* 1978), Fußballspieler
- Angela Gregovic (* 1978), Schauspielerin
- Marko Jarić (* 1978), Basketballspieler
- Jelena Karleuša (* 1978), Pop-Sängerin
- Konstrakta (* 1978), Sängerin und Songwriterin
- Marinko Madžgalj (1978–2016), Schauspieler, Sänger und Fernsehmoderator
- Marko Pantelić (* 1978), Fußballspieler
- Igor Rakočević (* 1978), Basketballspieler
- Aleksandar Šapić (* 1978), Wasserballspieler
- Aleksandar Spirovski (* 1978), Volleyballspieler
- Dirty South (* 1978), australischer Remixer, DJ und Musikproduzent
- Dejan Stanković (* 1978), Fußballspieler
- Jelena Stupljanin (* 1978), Schauspielerin

##### 1979

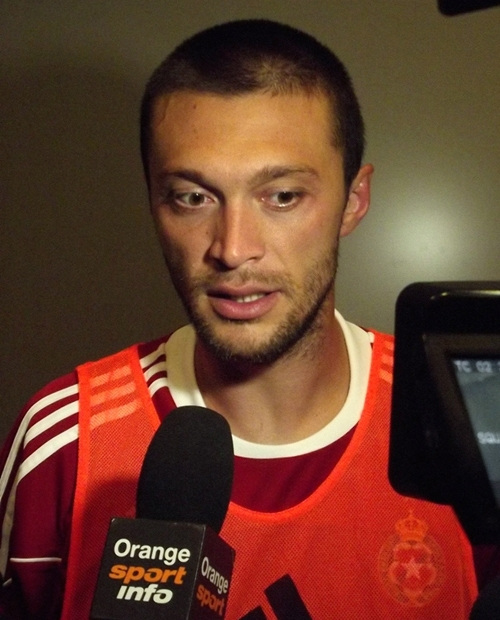
Ivica Iliev
(* 1979)

- Ana Alexander (* 1979), serbisch-US-amerikanische Schauspielerin und Model
- Slaviša Đukanović (* 1979), Handballspieler
- Maja Adam Ilić (* 1979), Volleyballspielerin
- Ivica Iliev (* 1979), Fußballspieler
- Nikola Jolović (* 1979), Fußballspieler
- Nenad Jovanović (* 1979), österreichischer Fußballspieler
- Mateja Kežman (* 1979), Fußballspieler
- Nikola Kojić (* 1979), Handballspieler
- Miloš Lolić (* 1979), österreichisch-serbischer Theaterregisseur
- Petar Popović (* 1979), Basketballspieler
- Katarina Radivojević (* 1979), Schauspielerin
- Nemanja Vučićević (* 1979), Fußballspieler
- Petar Zekavica (* 1979), Schauspieler

##### 1980
- Bojan Isailović (* 1980), Fußballspieler

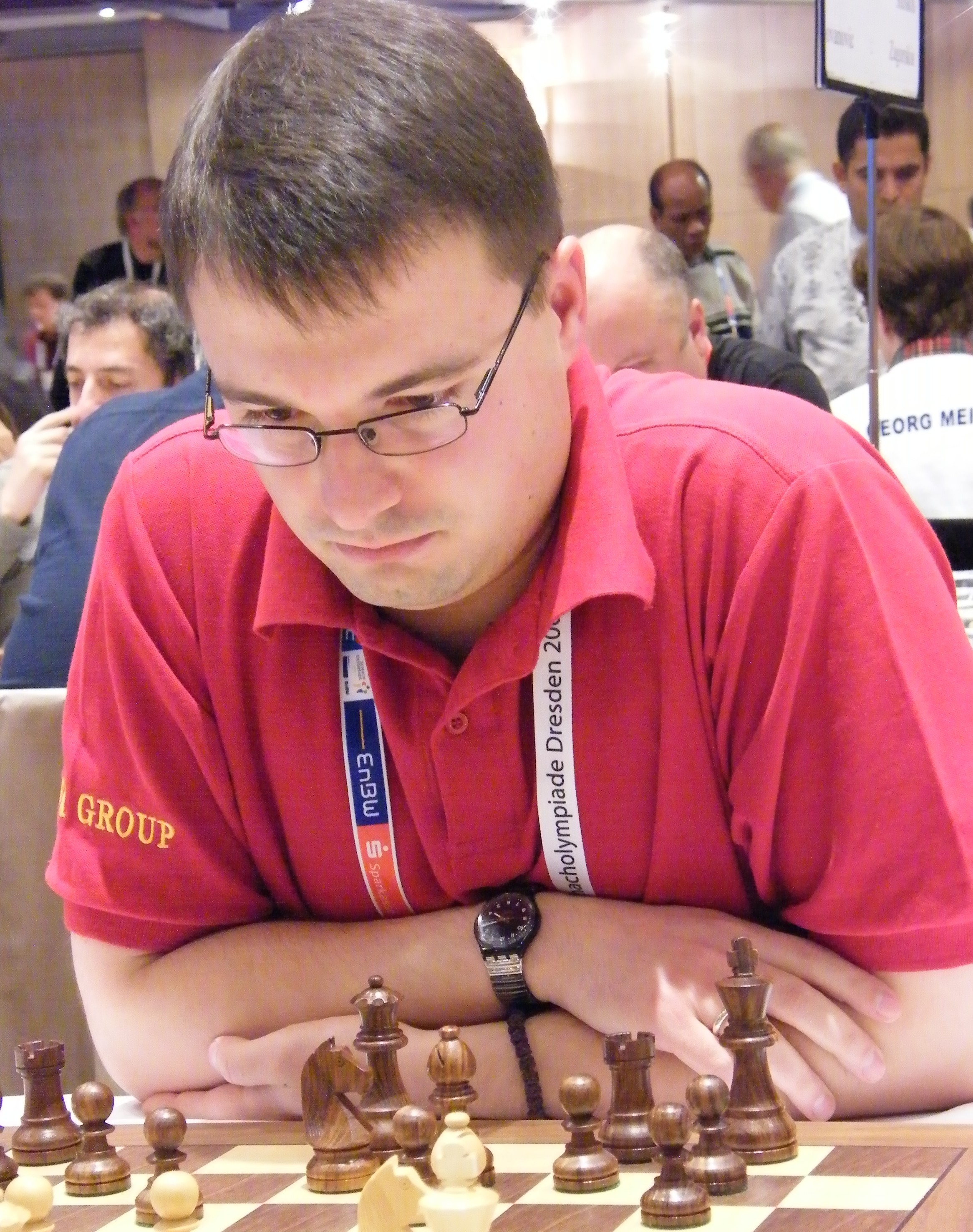
Bojan Vučković
(* 1980)

- Olja Karleuša (* 1980), Turbo-Folk-Sängerin
- Slavko Krnjajac (* 1980), Handballspieler
- Barbi Marković (* 1980), Autorin
- Đorđe Pantić (* 1980), Fußballtorhüter
- Srđan Ristić (* 1980), Eishockeyspieler
- Ivan Stević (* 1980), Radrennfahrer
- Miloš Tomić (* 1980), Ruderer
- Bojan Vučković (* 1980), Schachspieler

#### 1981–1990

##### 1981

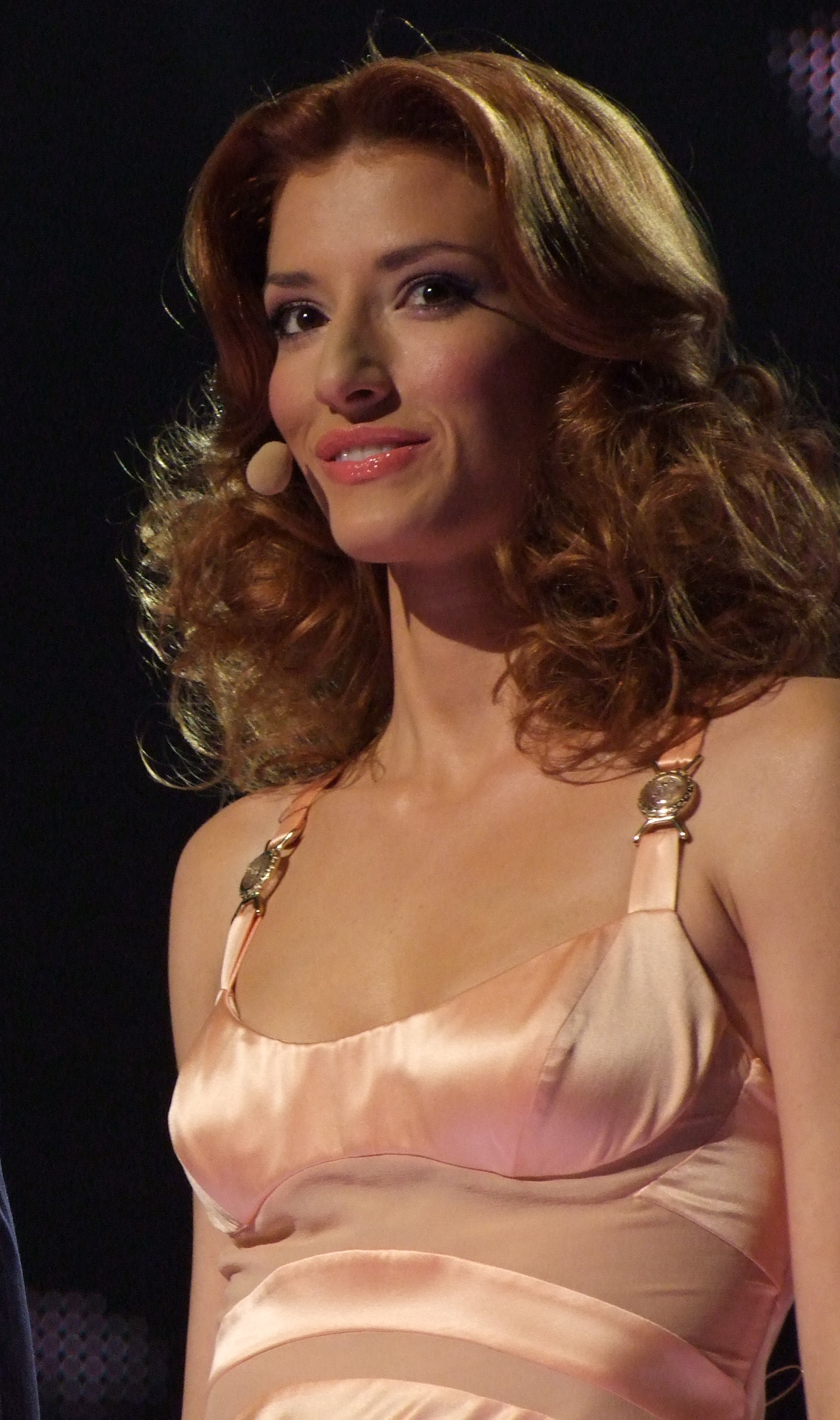
Jovana Janković
(* 1981)

- Olgica Batić (* 1981), Juristin und Politikerin
- Jasminka Cive (* 1981), Kampfsportlerin
- Marko Ćuruvija (* 1981), Handballspieler
- Vladimir Dišljenković (* 1981), Fußballtorhüter
- Slavoljub Đorđević (* 1981), Fußballspieler
- Jovana Janković (* 1981), Fernsehmoderatorin
- Nikola Manojlović (* 1981), Handballspieler
- Bojana Novaković (* 1981), Schauspielerin
- Vladimir Obradović (* 1981), Tennisspieler
- Marko Savic (* 1981), Wasserballspieler
- Vladica Stojanović (* 1981), Handballspieler
- Rastko Stojković (* 1981), Handballspieler
- Tamara Vučić (* 1981), Journalistin und First Lady Serbiens (seit 2017)

##### 1982
- Maja Bogdanović (* 1982), Cellistin

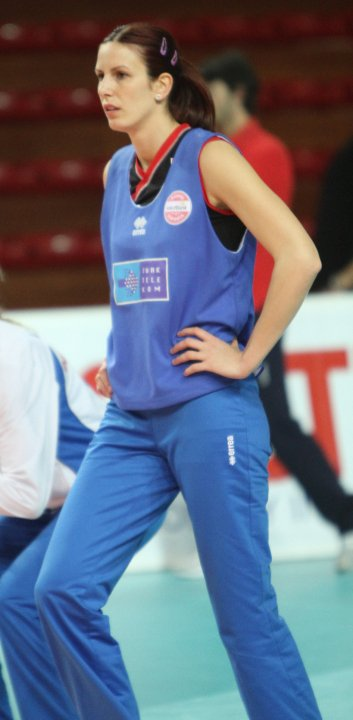
Jelena Nikolić
(* 1982)

- Ilija Borenović (* 1982), Fußballspieler und -trainer
- Živko Gocić (* 1982), Wasserballspieler
- Irena Haiduk (* 1982), Performancekünstlerin
- Ivan Ikić (* 1982), Filmregisseur
- Bogdan Janković (* 1982), Eishockeyspieler
- Bojan Jorgačević (* 1982), Fußballtorhüter
- Marija Karan (* 1982), Schauspielerin
- Loukas Lazoukits (* 1982), griechischer Basketballspieler
- Radovan Marković (* 1982), Basketballspieler
- Miloš Mihajlov (* 1982), Fußballspieler
- Jelena Nikolić (* 1982), Volleyballspielerin
- Mladen Pantić (* 1982), Basketballspieler
- Boris Pašanski (* 1982), Tennisspieler
- Miloš Pavlović (* 1982), Automobilrennfahrer
- Predrag Prokić (* 1982), Radrennfahrer
- Vanja Radovanović (* 1982), montenegrinischer Sänger
- Radivoje Ristanović (* 1982), Handballspieler
- Vuk Sotirović (* 1982), Fußballspieler
- Ivan Stanković (* 1982), Handballspieler
- Branimir Subašić (* 1982), aserbaidschanisch-serbischer Fußballspieler
- Vanja Udovičić (* 1982), Wasserballspieler und Politiker
- Dušan Vasiljević (* 1982), Fußballspieler
- Mirna Zakić (* 1982), Historikerin

##### 1983
- Nikola Ćirić (* 1983), Tennisspieler
- Marko Dević (* 1983), Fußballspieler
- Vladimir Đilas (* 1983), Fußballspieler

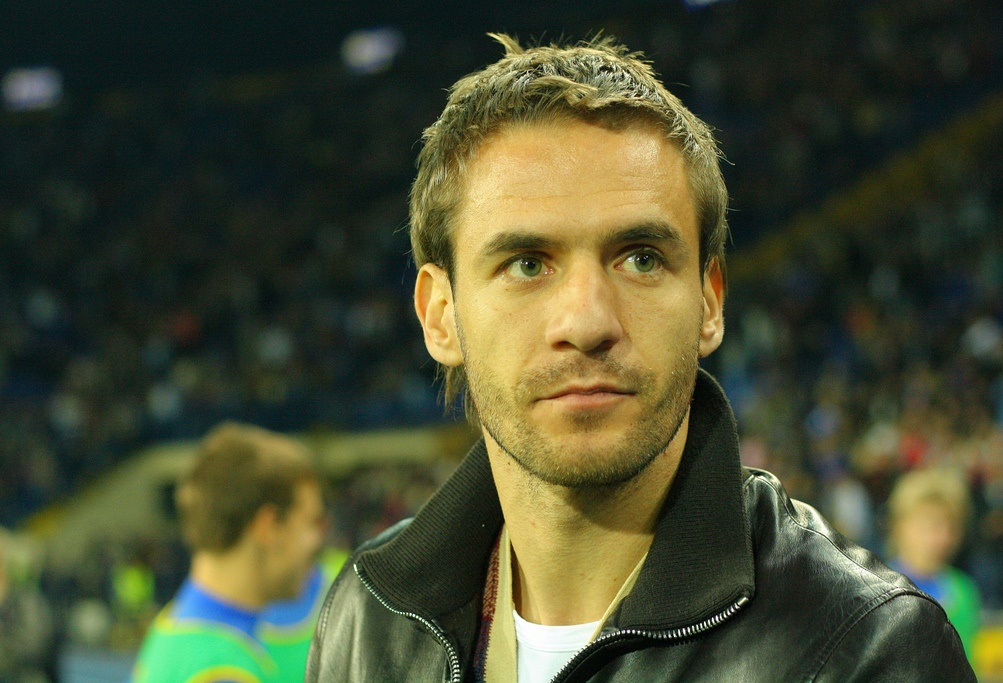
Marko Dević
(* 1983)

- Srdjan Djekanović (* 1983), kanadischer Fußballtorhüter und -trainer
- Nebojša Jovanović (* 1983), Radrennfahrer
- Ana Kokić (* 1983), Pop-Sängerin und Fotomodell
- Luka Marinovic (* 1983), Handballspieler
- Nenad Milijaš (* 1983), Fußballspieler
- Miladin Peković (* 1983), Basketballspieler
- Duško Savanović (* 1983), Basketballspieler

##### 1984
- Dušan Basta (* 1984), Fußballspieler

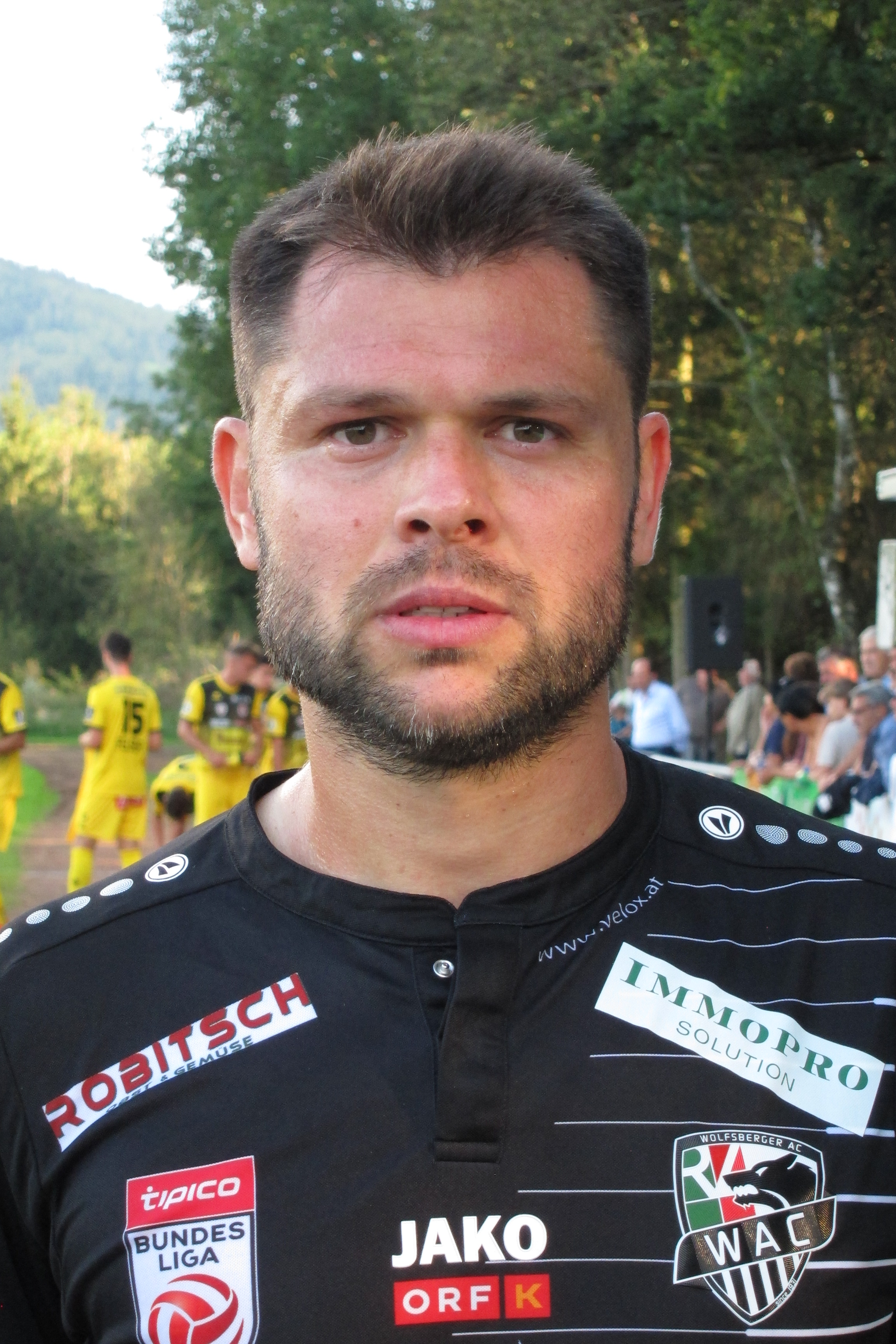
Nemanja Rnić
(* 1984)

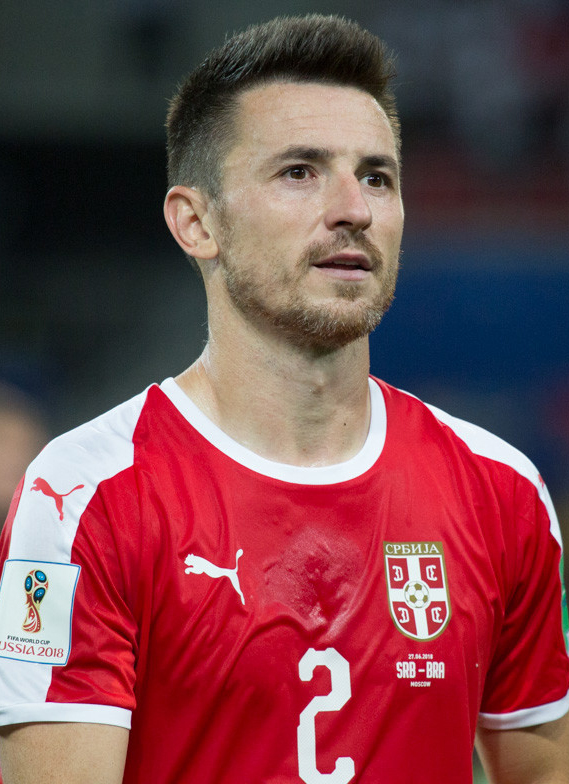
Antonio Rukavina
(* 1984)

- Milko Bjelica (* 1984), montenegrinischer Basketballspieler
- Alex Bogdanovic (* 1984), Tennisspieler
- Suzana Ćebić (* 1984), Volleyballspielerin
- Vukašin Dević (* 1984), Fußballspieler
- Nikola Drinčić (* 1984), montenegrinischer Fußballspieler
- Mateja Đurović (* 1984), Jurist
- Boško Janković (* 1984), Fußballspieler
- Ana Jovanović (* 1984), Tennisspielerin
- Dejan Milovanović (* 1984), Fußballspieler
- Uroš Mitrović (* 1984), Handballspieler
- Srđan Mrvaljević (* 1984), montenegrinischer Judoka
- Miloš Ninković (* 1984), Fußballspieler
- Miloš Perunović (* 1984), Schachspieler
- Marko Prokić (* 1984), Eishockeyspieler
- Nemanja Rnić (* 1984), Fußballspieler
- Nikola Rosić (* 1984), Volleyballspieler
- Antonio Rukavina (* 1984), Fußballspieler
- Janko Tipsarević (* 1984), Tennisspieler
- Katarina Tomašević (* 1984), Handballspielerin

##### 1985

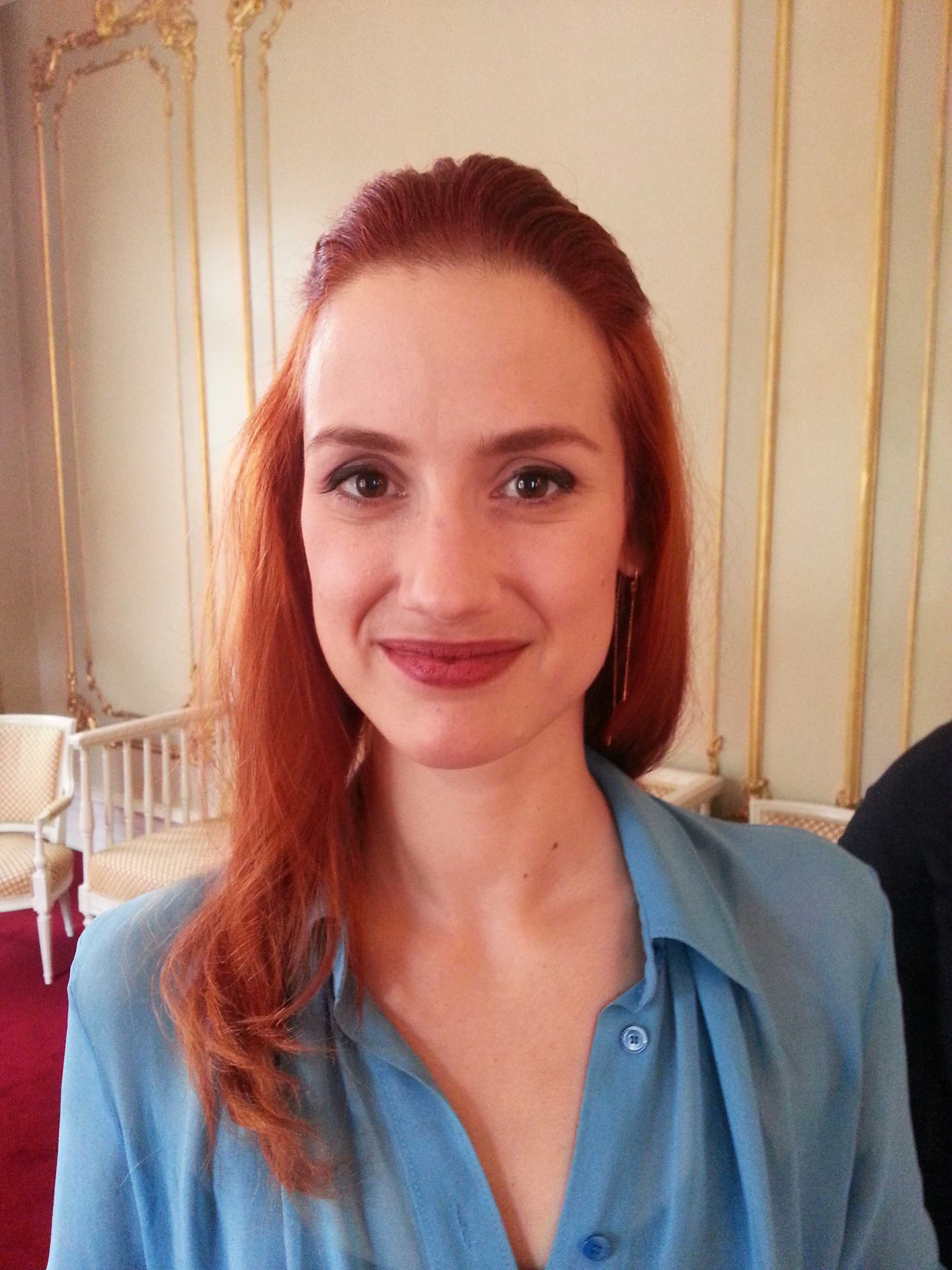
Danica Curcic
(* 1985)

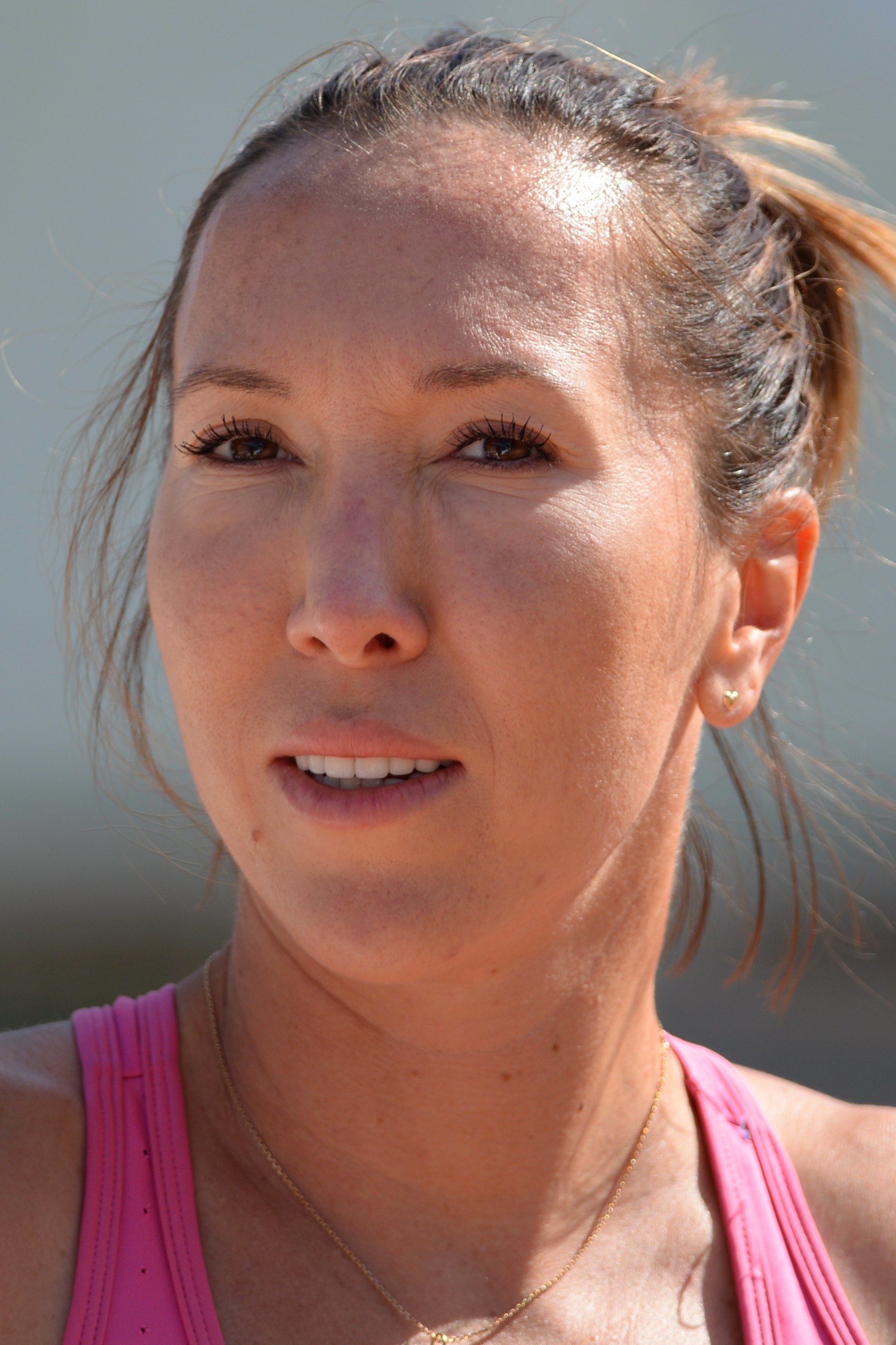
Jelena Janković
(* 1985)

- Luka Bogdanović (* 1985), Basketballspieler
- Miloš Bogunović (* 1985), Fußballspieler
- Dejan Bućin, Schauspieler
- Danica Curcic (* 1985), Schauspielerin
- Ivan Čvorović (* 1985), Fußballtorhüter
- Mario Gjurovski (* 1985), mazedonischer Fußballspieler
- Jelena Janković (* 1985), Tennisspielerin
- Aleksandar Kolarov (* 1985), Fußballspieler
- Marko Kovačević (* 1985), Eishockeyspieler
- Saša Kovačević (* 1985), Sänger
- Novak Martinović (* 1985), Fußballspieler
- Vladimir Micov (* 1985), Basketballspieler
- Pavle Ninkov (* 1985), Fußballspieler
- Téa Obreht (* 1985), US-amerikanische Schriftstellerin
- Luka Rujević (* 1985), Leichtathlet
- David Savić (* 1985), Tennisspieler
- Mlađen Šljivančanin (* 1985), Basketballspieler
- Tomislav Stojković (* 1985), Handballtorwart

##### 1986

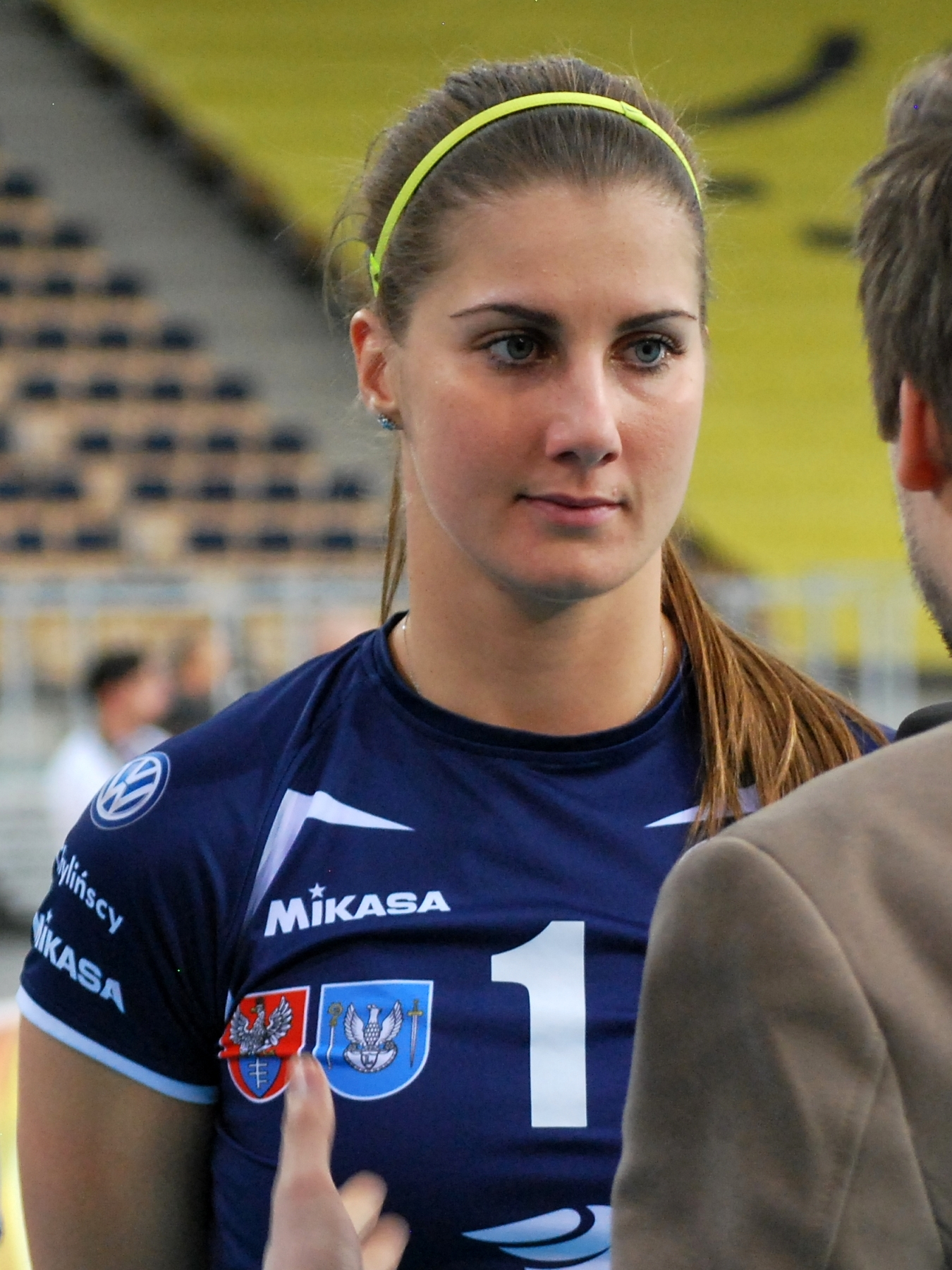
Olga Raonić
(* 1986)

- Milan Aleksić (* 1986), Wasserballspieler
- Zorana Arunović (* 1986), Sportschützin
- Viktor Danon (* 1986), Eishockeyspieler
- Mirjana Djuric (* 1986), Volleyballspielerin
- Ana Đorđević (* 1986), Ballerina und Choreographin
- Srđan Jovanović (* 1986), Fußballschiedsrichter
- Cale Kalay (* 1986), Entertainer, Produzent, Sänger und Tänzer
- Milan Luković (* 1986), Eishockeytorwart
- Dusan Mladjan (* 1986), Basketballspieler
- Petar Nenadić (* 1986), Handballspieler
- Rajko Prodanović (* 1986), Handballspieler
- Nenad Raković (* 1986), Eishockeyspieler
- Olga Raonić (* 1986), Volleyballspielerin
- Dusan Sakota (* 1986), Basketballspieler
- Radovan Siljevski (* 1986), Schwimmer
- Bojana Stamenov (* 1986), Sängerin
- Viktor Troicki (* 1986), Tennisspieler
- Novica Veličković (* 1986), Basketballspieler
- Rade Veljović (* 1986), Fußballspieler
- Marijana Verhoef (* 1986), Theaterautorin, Dramaturgin und Filmemacherin
- Milan Vilotić (* 1986), Fußballspieler
- Vladimir Volkov (* 1986), Fußballspieler
- Marko Vučetić (* 1986), Fußballspieler
- Nikola Vujadinović (* 1986), montenegrinischer Fußballspieler

##### 1987

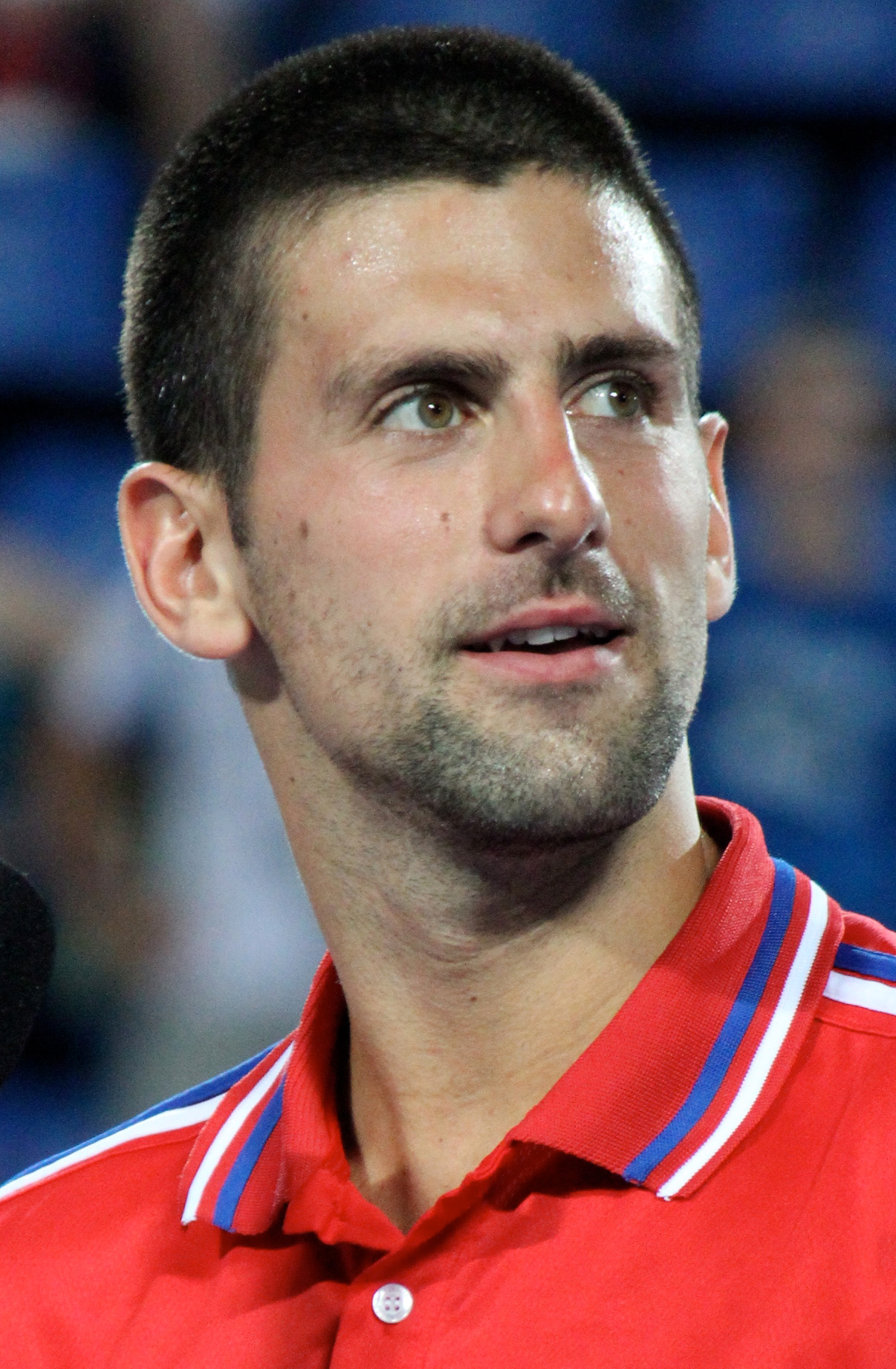
Novak Đoković
(* 1987)

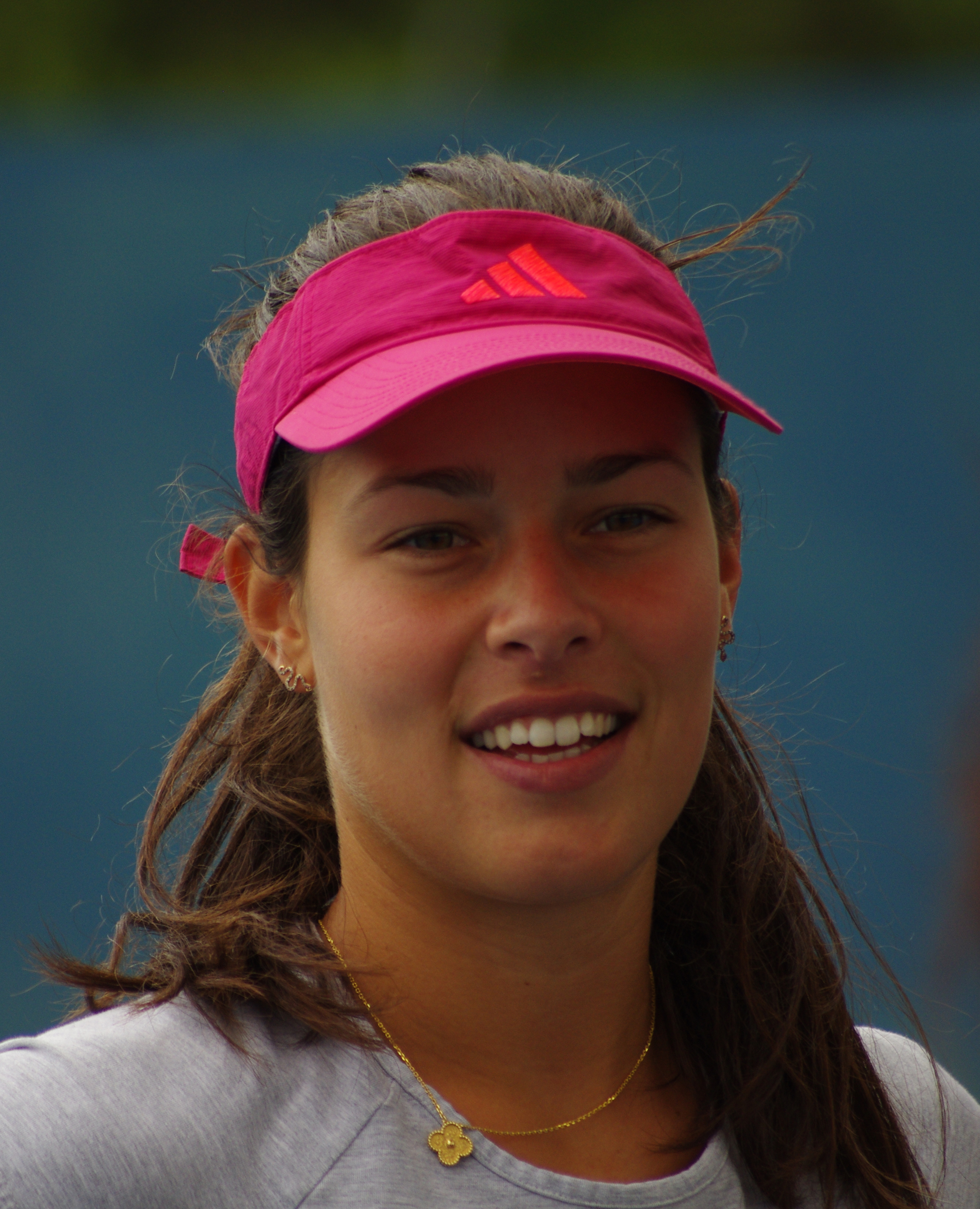
Ana Ivanović
(* 1987)

- Nemanja Aleksandrov (* 1987), Basketballspieler
- Bojana Bobusic (* 1987), australische Tennisspielerin
- Novak Đoković (* 1987), Tennisspieler
- Filip Đorđević (* 1987), Fußballspieler
- Filip Filipović (* 1987), Wasserballspieler
- Ana Ivanović (* 1987), Tennisspielerin
- Marko Jevtović (* 1987), Tischtennisspieler
- Goran Karanović (* 1987), Schweizer Fußballspieler
- Andrea Lekić (* 1987), Handballspielerin
- Stefan Maletić (* 1987), Fußballspieler
- Momčilo Marković (* 1987), Fußballschiedsrichter
- Ivan Paunić (* 1987), Basketballspieler
- Marko Sretović (* 1987), Eishockeyspieler
- Vladimir Štimac (* 1987), Basketballspieler
- Milenko Tepić (* 1987), Basketballspieler
- Sanja Vujović (* 1987), Handballspielerin

##### 1988
- Sandra Afrika (* 1988), Folksängerin
- Miloš Biković (* 1988), Schauspieler
- Sanja Bizjak (* 1988), Pianistin

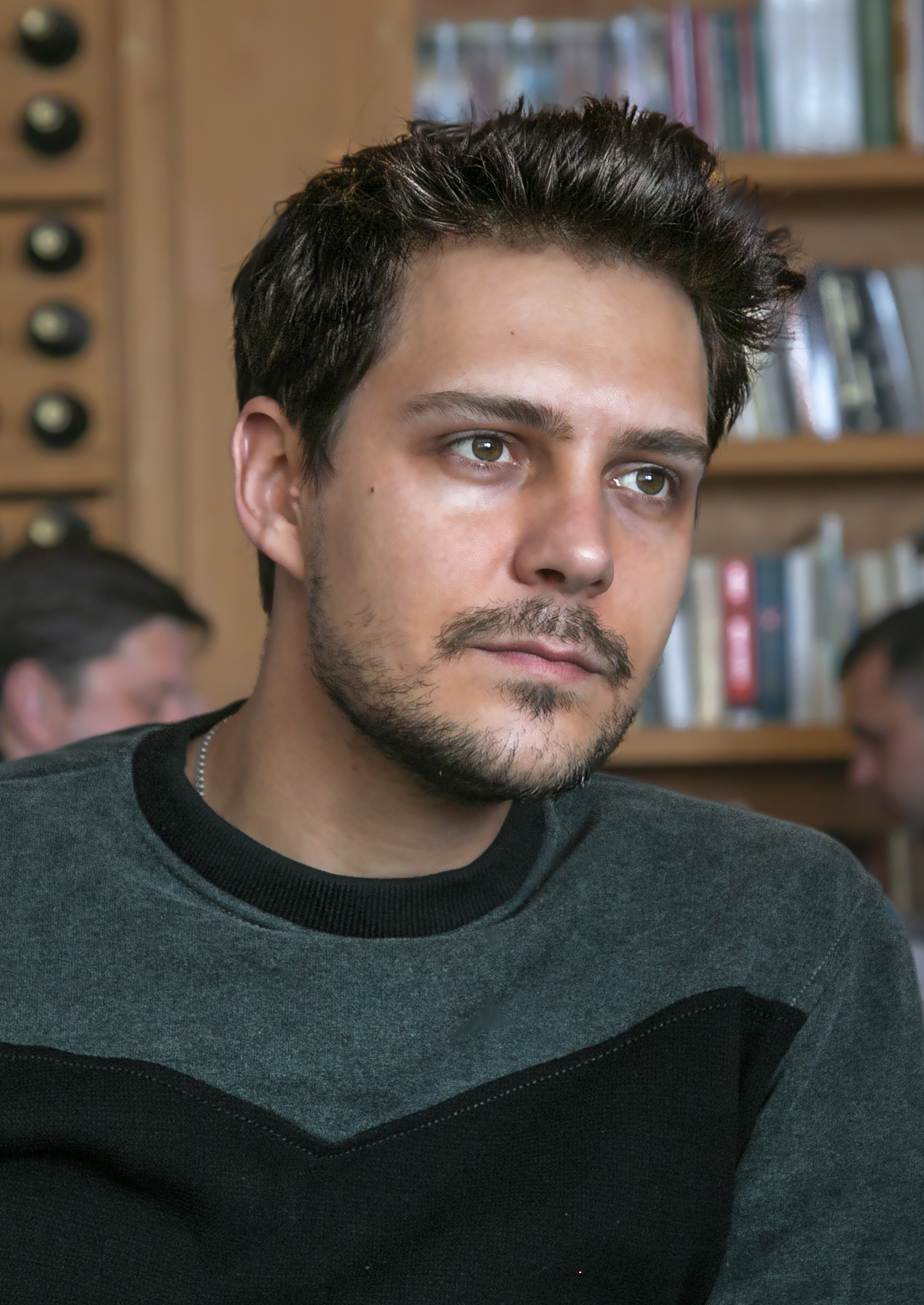
Miloš Biković
(* 1988)

- Nemanja Bjelica (* 1988), Basketballspieler
- Nemanja Janković (* 1988), Eishockeyspieler und -trainer
- Marko Jovanović (* 1988), Fußballspieler
- Marko Kešelj (* 1988), Basketballspieler
- Stefan Marković (* 1988), Basketballspieler
- Marko Milinković (* 1988), Fußballspieler
- Marko Milovanović (* 1988), Eishockeyspieler
- Teodora Mirčić (* 1988), Tennisspielerin
- Stefan Mitrović (* 1988), Wasserballspieler
- Irena Pavlovic (* 1988), französische Tennisspielerin
- Slađana Pop-Lazić (* 1988), Handballspielerin und -trainerin
- Ivan Radovanović (* 1988), Fußballspieler
- Jovana Stoiljković (* 1988), Handballspielerin
- Miralem Sulejmani (* 1988), Fußballspieler
- Milan Vuković (* 1988), Fußballspieler
- Miljan Zekić (* 1988), Tennisspieler
- Bojana Živković (* 1988), Volleyballspielerin

##### 1989
- Stefan Cvijović (* 1989), Musiker
- Nikola Gulan (* 1989), Fußballspieler
- Budimir Janošević (* 1989), Fußballtorhüter

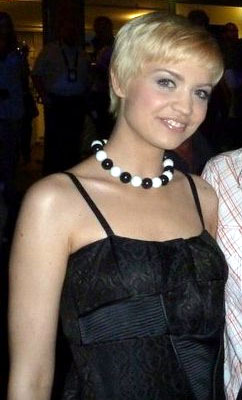
Danica Radojčić
(* 1989)

- Vladimir Lučić (* 1989), Basketballspieler
- Filip Marjanović (* 1989), Handballspieler
- Matija Pecotić (* 1989), kroatischer Tennisspieler
- Danica Radojčić (* 1989), Sängerin
- Slobodan Rajković (* 1989), Fußballspieler
- Nikola Raspopović (* 1989), Fußballspieler
- Sonja Vasić (* 1989), Basketballspielerin
- Arsenije Zlatanović (* 1989), Tennisspieler

##### 1990
- Marko Brkušanin (* 1990), Eishockeyspieler
- Dragana Cvijić (* 1990), Handballspielerin
- Ivan Dimitrijević (* 1990), Handballspieler
- Vladimiros Giankovits (* 1990), griechischer Basketballspieler
- Nemanja Ilić (* 1990), Handballspieler
- Stefan Ilić (* 1990), Eishockeyspieler
- Dušan Lajović (* 1990), Tennisspieler
- Ivana Maksimović (* 1990), Sportschützin
- Milan Marić (* 1990), Filmschauspieler
- Stefan Mitrović (* 1990), Fußballspieler
- Draško Nenadić (* 1990), Handballspieler
- Pavle Ogrizović (* 1990), Eishockeyspieler
- Anna Prelević (* 1990), Miss Griechenland 2010
- Marija Pucarević (* 1990), Volleyballspielerin
- Vujadin Savić (* 1990), Fußballspieler
- Stefan Šćepović (* 1990), Fußballspieler

#### 1991–2000

##### 1991

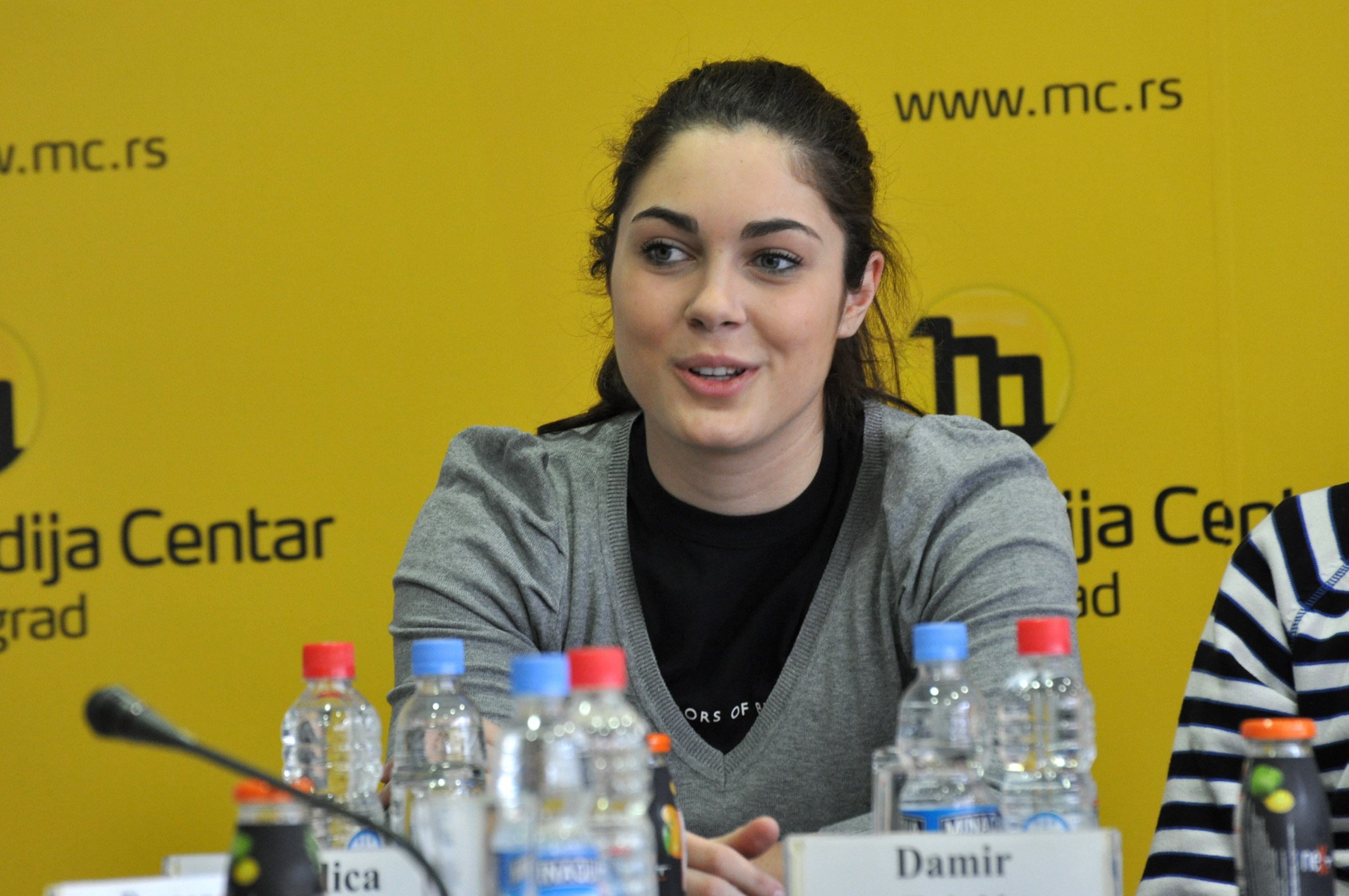
Milica Mandić
(* 1991)

- Aleksandar Atanasijević (* 1991), Volleyballspieler
- Emir Bekrić (* 1991), Hürdenläufer
- Marko Đoković (* 1991), Tennisspieler
- Nemanja Gudelj (* 1991), Fußballspieler
- Aleksandar Ignjovski (* 1991), Fußballspieler
- Bojana Jovanovski (* 1991), Tennisspielerin
- Nemanja Lakić-Pešić (* 1991), Fußballspieler
- Milica Mandić (* 1991), Taekwondoin
- Sofija Medić (* 1991), Volleyballspielerin
- Jelena Nikolić (* 1991), Fußballspielerin
- Zoran Nikolić (* 1991), Handballspieler
- Milan Petošević (* 1991), Fußballspieler
- Marko Šćepović (* 1991), Fußballspieler
- Meris Šehović (* 1991), luxemburgischer Politiker und Politikwissenschaftler
- Julie Stark (* 1991), Schauspielerin
- Nemanja Ubović (* 1991), Wasserballspieler

##### 1992
- Anđelko Andrejević (* 1992), Pokerspieler

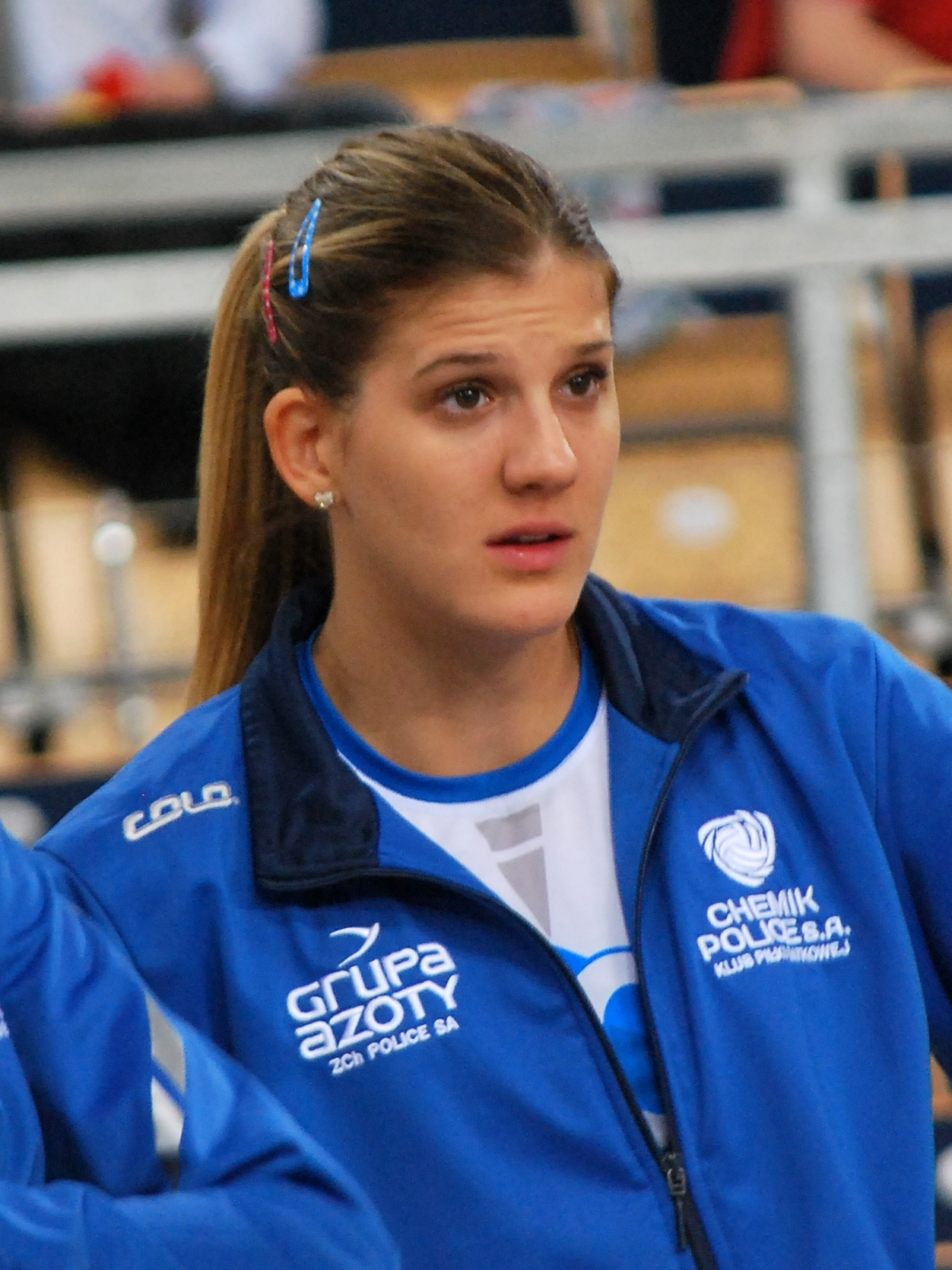
Ana Bjelica
(* 1992)

- Ana Bjelica (* 1992), Volleyballspielerin
- Bogdan Bogdanović (* 1992), Basketballspieler
- Goran Čaušić (* 1992), Fußballspieler
- Nikola Dedović (* 1992), Wasserballspieler
- Nemanja Dragaš (* 1992), Dichter und Filmproduzent
- Katarina Grujić (* 1992), Pop-Folk-Sängerin
- Nina Kiri (* 1992), Schauspielerin
- Aleksa Luković (* 1992), Eishockeyspieler
- Filip Malbašić (* 1992), Fußballspieler
- Ratko Mandić (* 1992), Fußballspieler
- Aleksandar Marelja (* 1992), Basketballspieler
- Nikola Mladenovic (* 1992), deutscher Fußballspieler
- Dino Najdoski (* 1992), mazedonischer Fußballspieler
- Danilo Petrović (* 1992), Tennisspieler
- Nemanja Radojević (* 1992), Fußballspieler
- Vanja Rasova (* 1992), Model, Schauspielerin und Synchronsprecherin
- Strahinja Rašović (* 1992), Wasserballspieler
- Aleksa Šaponjić (* 1992), Wasserballspieler
- Jovana Stevanović (* 1992), Volleyballspielerin

##### 1993
- Dimitrije Filipović (* 1993), Eishockeyspieler
- Vanja Ilić (* 1993), Handballspieler
- Jovana Jakšić (* 1993), Tennisspielerin
- Marko Jevtović (* 1993), Fußballspieler
- Strahinja Jovančević (* 1993), Leichtathlet
- Saša Jovanović (* 1993), Fußballspieler

Ljubica Kecman
(* 1993)

- Ljubica Kecman (* 1993), Volleyballspielerin
- Marko Maletić (* 1993), bosnisch-herzegowinischer Fußballspieler
- Nikon El Maestro (* 1993), Fußballspieler
- Andrija Pavlović (* 1993), Fußballspieler
- Bogdan Radivojević (* 1993), Handballspieler
- Viktor Rašović (* 1993), Wasserballspieler
- Vladimir Rodić (* 1993), montenegrinischer Fußballspieler
- Dejvid Sinani (* 1993), serbisch-luxemburgischer Fußballspieler
- Uroš Spajić (* 1993), Fußballspieler
- Filip Stojković (* 1993), montenegrinisch-serbischer Fußballspieler

##### 1994

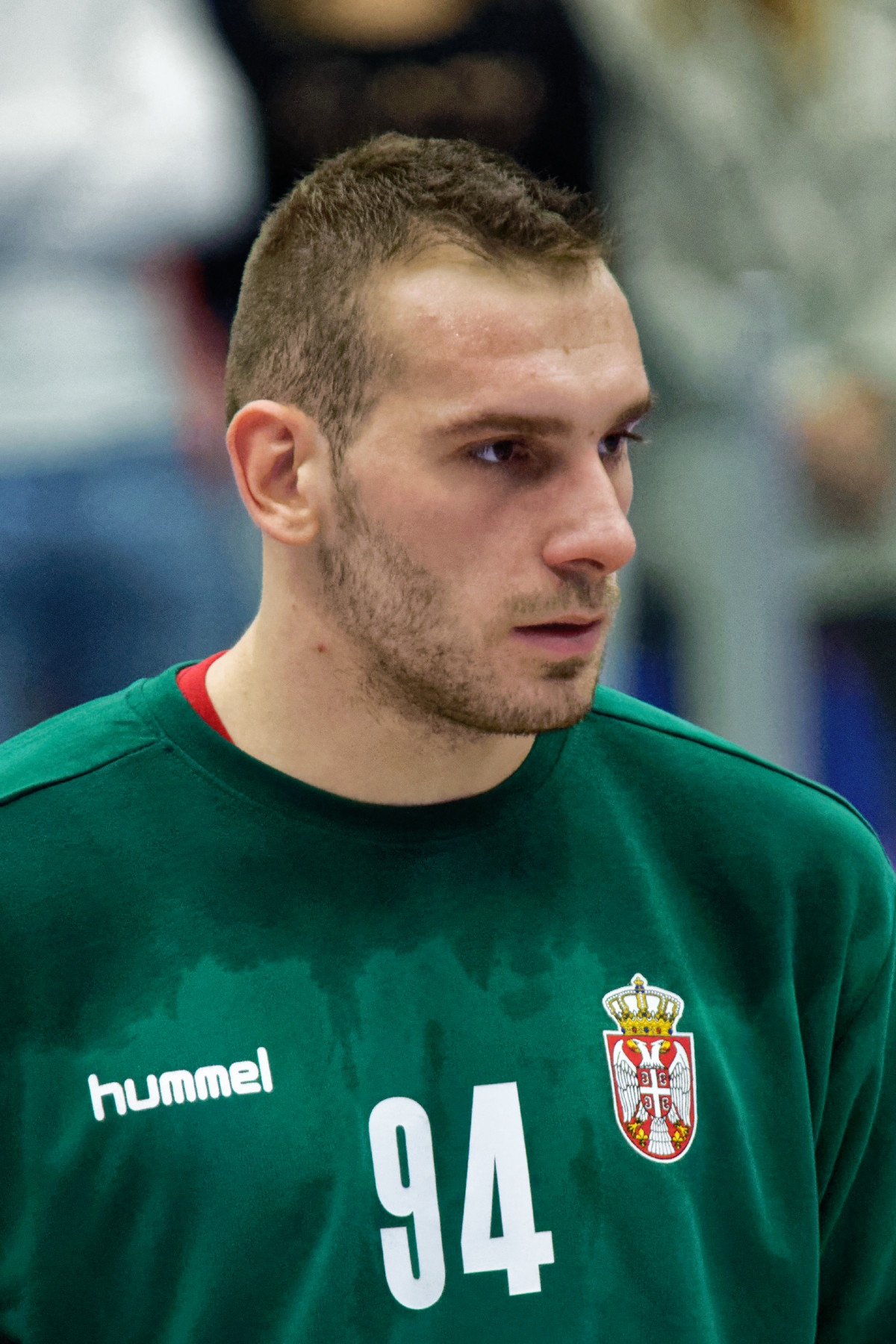
Vladimir Cupara
(* 1994)

- Petar Aranitović (* 1994), Basketballspieler
- Vladimir Cupara (* 1994), Handballspieler
- Tamara Čurović (* 1994), Tennisspielerin
- Jovana Damnjanović (* 1994), Fußballspielerin
- Sara Garović (* 1994), Handballspielerin
- Petar Golubović (* 1994), Fußballspieler
- Miroslav Grujičić (* 1994), Fußballspieler
- Miki Janković (* 1994), Tennisspieler
- Aleksandra Jegdić (* 1994), Volleyballspielerin
- Milica Nikolić (* 1994), Judoka
- Ivan Popović (* 1994), Handballspieler
- Uroš Radaković (* 1994), Fußballspieler
- Marko Tepavac (* 1994), Tennisspieler

##### 1995
- Aleksandar Inđić (* 1995), Schachspieler
- Anđela Janjušević (* 1995), Handballspielerin
- Milica Kubura (* 1995), Volleyballspielerin
- Dejan Kukić (* 1995), serbisch-kroatischer Fußballspieler
- Lazar Kukić (* 1995), Handballspieler
- Nikola Milojević (* 1995), Tennisspieler
- Uglješa Novaković (* 1995), Eishockeyspieler
- Isidora Simijonović (* 1995), Schauspielerin
- Mladen Šotić (* 1995), Handballspieler
- Saša Zdjelar (* 1995), Fußballspieler

##### 1996
- Marko Grujić (* 1996), Fußballspieler
- Vukašin Jovanović (* 1996), Fußballspieler
- Ksenija Knežević (* 1996), Sängerin

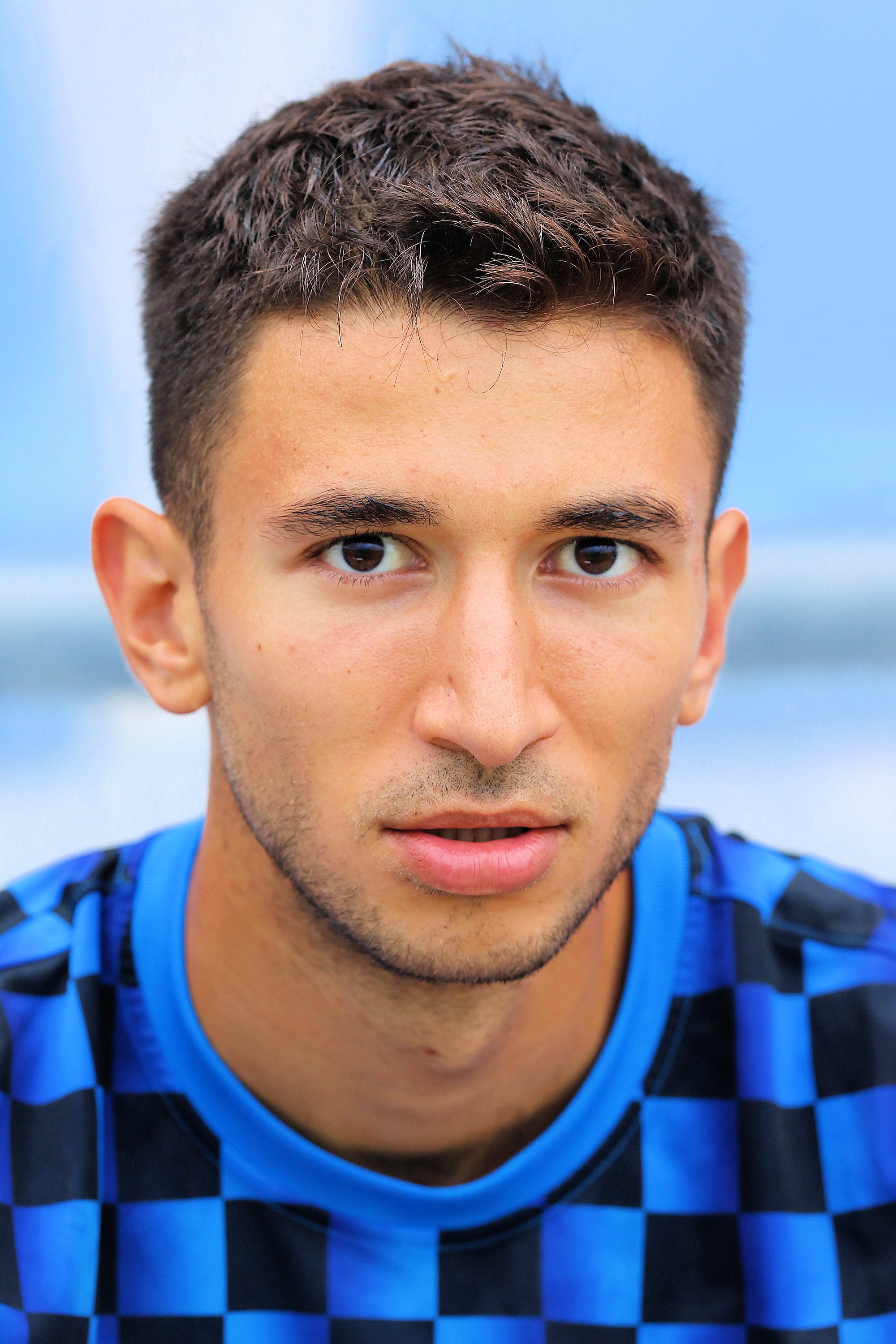
Marko Grujić
(* 1996)

- Đorđe Lazić (* 1996), Wasserballspieler
- Andrija Matić (* 1996), Basketballspieler
- Nemanja Mihajlović (* 1996), Fußballspieler
- Jelena Novaković (* 1996), Volleyballspielerin
- Jovana Skrobić (* 1996), Handballspielerin
- Nina Stojanović (* 1996), Tennisspielerin

##### 1997

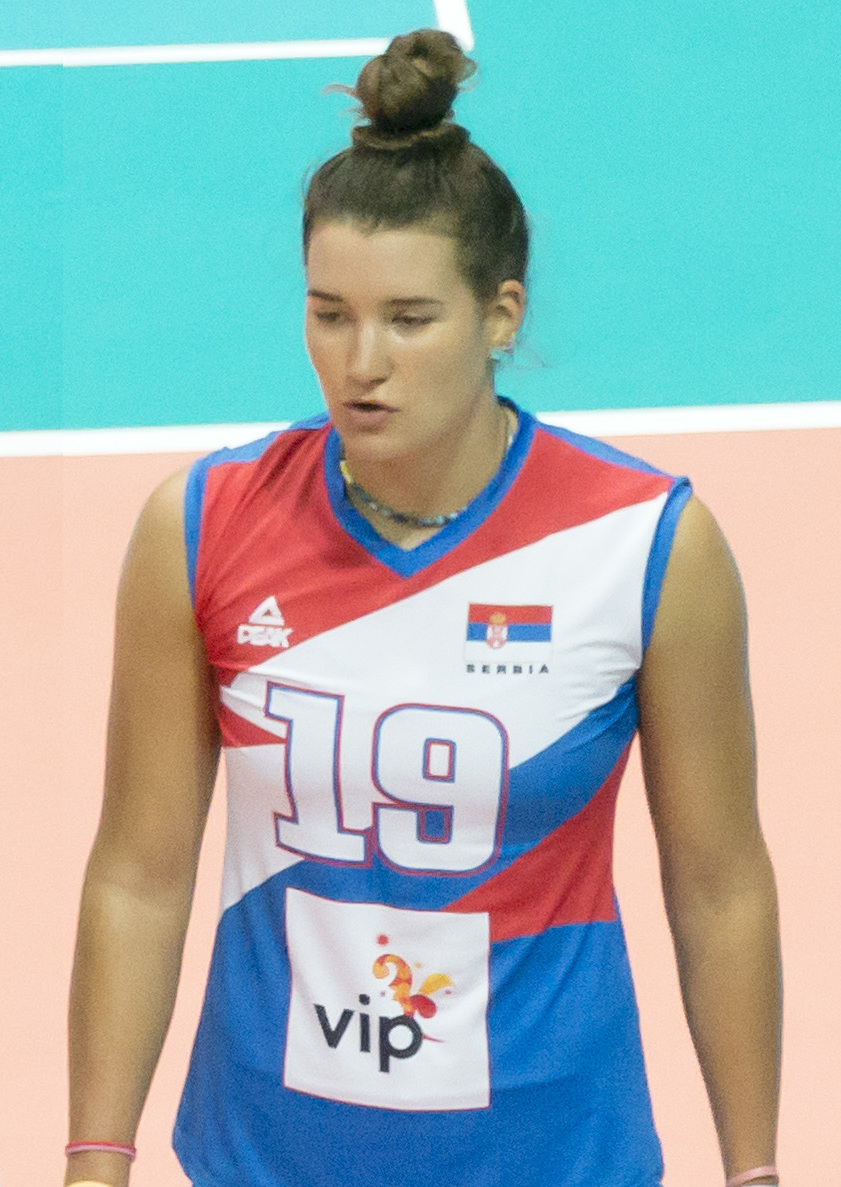
Bojana Milenković
(* 1997)

- Aleksandar Ašković (* 1997), deutscher Leichtathlet
- Radomir Drašović (* 1997), Wasserballspieler
- Nikola Jakšić (* 1997), Wasserballspieler
- Aleksa Kijanović (* 1997), Sprinter
- Lazar Leštarić (* 1997), Eishockeyspieler
- Aleksandar Lutovac (* 1997), Fußballspieler
- Vanja Marinković (* 1997), Basketballspieler
- Bojana Milenković (* 1997), Volleyballspielerin
- Nikola Milenković (* 1997), Fußballspieler
- Đorđe Nikolić (* 1997), Fußballspieler
- Stefan Šapić (* 1997), Fußballspieler
- Nedeljko Stojisic (* 1997), Fußballspieler
- Jovan Stojoski (* 1997), nordmazedonischer Leichtathlet
- Nemanja Tošić (* 1997), Fußballspieler
- Vukašin Vorkapić (* 1997), Handballspieler

##### 1998
- Luka Adžić (* 1998), Fußballspieler
- Aleksa Đukanović (* 1998), Schriftsteller
- Vojislav Gvero (* 1998), Hammerwerfer
- Marko Milosavljević (* 1998), Handballspieler
- Nikola Pejović (* 1998), Fußballspieler
- Nemanja Stojić (* 1998), Fußballspieler
- Andrej Trnavac (* 1998), Handballspieler

##### 1999
- Mirko Đumić (* 1999), Eishockeyspieler
- Viktor Kastel (* 1999), Eishockeyspieler
- Miomir Kecmanović (* 1999), Tennisspieler
- Stefan Latinović (* 1999), Tennisspieler
- Anja Lukić (* 1999), Hürdenläuferin
- Jug Mitić (* 1999), Eishockeytorwart
- Aleksa Pejić (* 1999), Fußballspieler
- Aleksa Terzić (* 1999), Fußballspieler

##### 2000
- Nikola Đorić (* 2000), Fußballspieler
- Milan Golubović (* 2000), Handballspieler
- Andrej Ilić (* 2000), Fußballspieler
- Teodora Injac (* 2000), Schachspielerin
- Doroteja Joksović (* 2000), Tennisspielerin
- Boško Kijanović (* 2000), Sprinter
- Nemanja Nadjfeji (* 2000), Basketballspieler
- Anja Obradović (* 2000), Judoka
- Filip Petrušev (* 2000), Basketballspieler
- Veljko Popović (* 2000), Handballspieler
- Slobodan Rubežić (* 2000), Fußballspieler
- Alen Smailagić (* 2000), Basketballspieler
- Dušan Vlahović (* 2000), Fußballspieler
- Draginja Vuković (* 2000), Tennisspielerin

### 21. Jahrhundert
- Breskvica (* 2001), Sängerin
- Olga Danilović (* 2001), Tennisspielerin
- Marko Ivezić (* 2001), Fußballspieler
- Petar Jakšić (* 2001), Wasserballspieler
- Bogdan Jočić (* 2001), Fußballspieler
- Elena Milovanović (* 2001), Tennisspielerin
- Mario Nakić (* 2001), Basketballspieler
- Aleksej Pokuševski (* 2001), Basketballspieler
- Voyage (* 2001), Sänger
- Velimir Ivić (* 2002), Schachspieler
- Strahinja Kerkez (* 2002), zyprischer Fußballspieler bosnischer Abstammung
- Aleksandra Perišić (* 2002), Taekwondoin
- Vasilije Delibašić (* 2003), montenegrinisch-serbischer Fußballspieler
- Petar Ratkov (* 2003), Fußballspieler
- Andrea Tišma (* 2003), kroatisch-serbische Volleyballspielerin
- Bogdan Vidojković (* 2003), Hürdenläufer
- Marko Lazetić (* 2004), Fußballspieler
- Stefan Leković (* 2004), Fußballspieler
- Boris Matić (* 2004), serbisch-kroatischer Fußballspieler
- Miloš Luković (* 2005), Fußballspieler
- Angelina Topić (* 2005), Hochspringerin

## Bekannte Einwohner von Belgrad

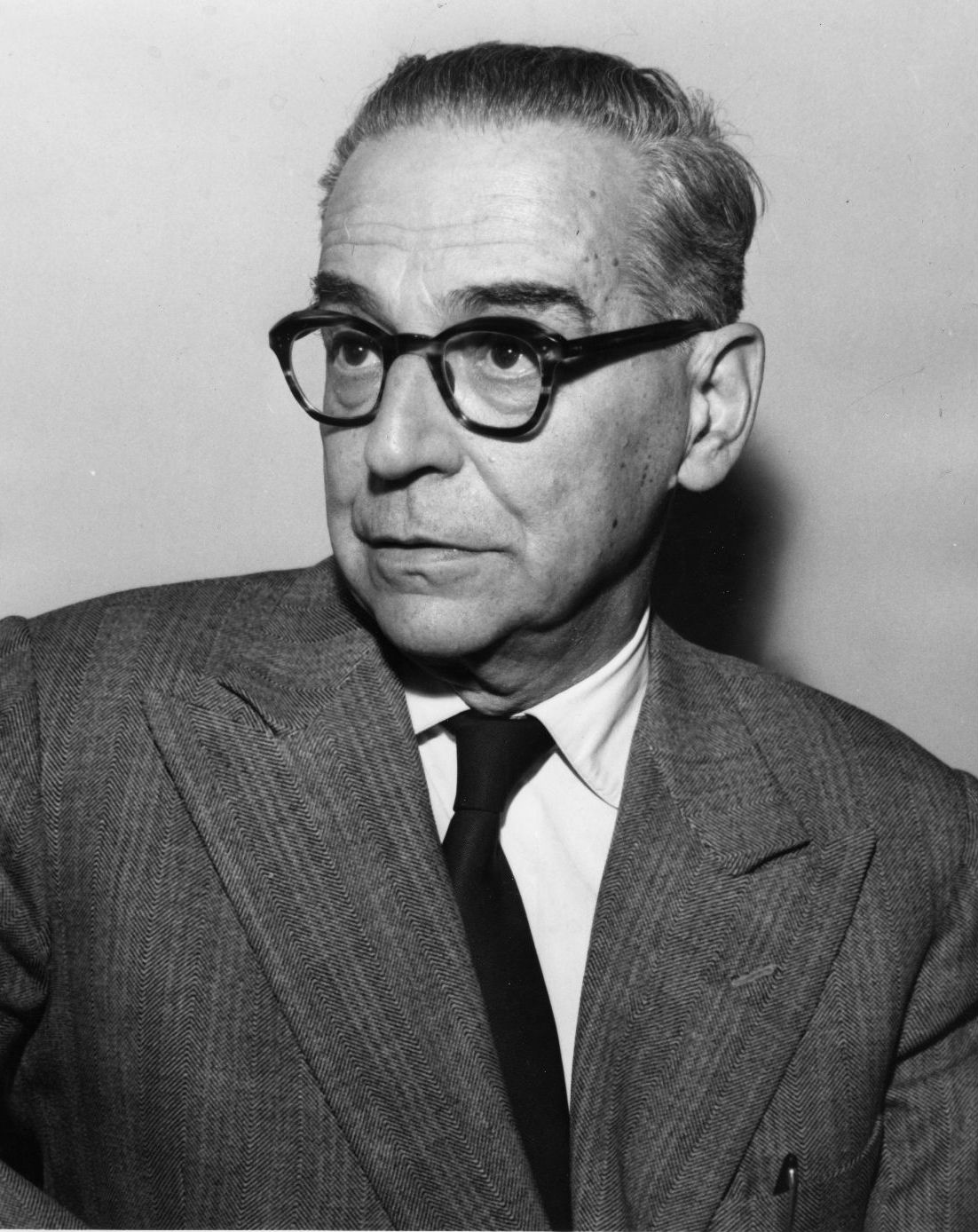
Ivo Andrić
(1892–1975)

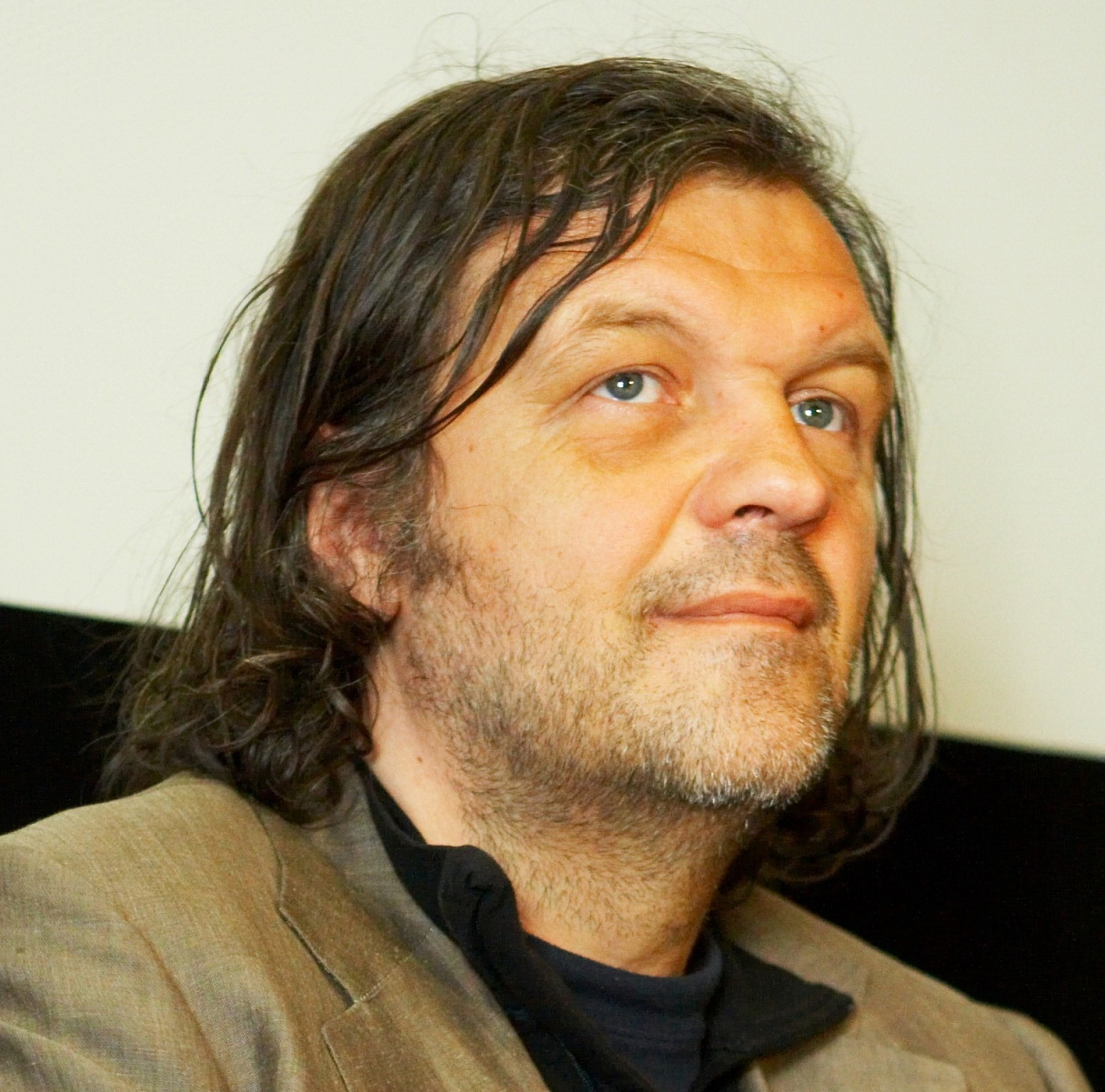
Emir Kusturica
(* 1954)

- Ivo Andrić (1892–1975), Schriftsteller, Nobelpreisträger
- Mihajlo Lalić (1914–1992), Schriftsteller
- Christine von Kohl (1923–2009), Journalistin, Menschenrechtlerin und Balkan-Expertin
- Ivan Ivanji (1929–2024), Schriftsteller, Übersetzer, Diplomat und Journalist
- Đorđe Marjanović (1931–2021), Sänger
- Renate Flottau (* 1944), Journalistin
- Savo Štrbac (* 1949), Politiker
- Goran Bregović (* 1950), Musiker und Komponist
- Neda Ukraden (* 1950), Schlager- und Popsängerin
- Zdravko Čolić (* 1951), Sänger und Produzent
- Šaban Šaulić (1951–2019), Volksmusiksänger
- Emir Kusturica (* 1954), Filmregisseur
- Sinan Sakić (1956–2018), Turbo-Folk-Sänger
- Xhevat Prekazi (* 1957), Fußballspieler
- Marija Jovanović (* 1959), Schriftstellerin
- Petar Lazić (1960–2017), Schriftsteller
- Swetlana Prudnikowa (* 1967), russische Schachspielerin, die seit Ende der 1990er-Jahre für Serbien spielt
- Nedeljko Bajić (* 1968), Sänger
- Selman Trtovac (* 1970), bildender Künstler
- Tanja Ostojić (* 1972), feministische Performance-Künstlerin
- Dado Polumenta (* 1982), Sänger und Songschreiber